# Verenigde Staten op de Olympische Zomerspelen 1904
De Verenigde Staten organiseerden de Olympische Zomerspelen 1904 in Saint Louis. Aan deze Spelen namen nauwelijks deelnemers van buiten de Verenigde Staten deel. Hierdoor wonnen de Amerikanen 239 van de 280 medailles. Op veel onderdelen kwamen alleen Amerikanen uit,

## Medailles

### Goud
- George Bryant - boogschieten, mannen double York round
- George Bryant - boogschieten, mannen double American round
- Matilda Howell - boogschieten, vrouwen double National round
- Matilda Howell - boogschieten, vrouwen double Columbia round
- Matilda Howell, Jessie Pollock, Laura Woodruff, en Louise Taylor - boogschieten, vrouwen team
- Potomac Schutters - boogschieten, mannen team

### Zilver
- Robert Williams - boogschieten, mannen double York round
- Robert Williams - boogschieten, mannen double American round
- William Grebe - schermen, mannen sabel
- Emma Cooke - boogschieten, vrouwen double National round
- Emma Cooke - boogschieten, vrouwen double Columbia round
- Emma Cooke en Mabel Taylor - boogschieten, vrouwen team round
- Christian Brothers College - voetbal, mannentoernooi
- Cincinnati Schutters - boogschieten, mannen team

### Brons
- William Thompson - boogschieten, mannen double York round
- William Thompson - boogschieten, mannen double American round
- Jessie Pollock - boogschieten, vrouwen double National round
- Jessie Pollock - boogschieten, vrouwen double Columbia round
- Boston Schutters - boogschieten, mannen team round
- St, Rose of Lima Parish - voetbal, mannentoernooi

## Resultaten per onderdeel

### Boogschieten
De Verenigde Staten namen voor het eerst deel aan het boogschieten, Omdat er geen andere landen deelnamen, wonnen ze alle 17 medailles,
| Onderdeel                     | Plaats | Schutter            | Score |
| ----------------------------- | ------ | ------------------- | ----- |
| Mannen double York round      | 1e     | George Bryant       | 820   |
| Mannen double York round      | 2e     | Robert Williams     | 819   |
| Mannen double York round      | 3e     | William Thompson    | 816   |
| Mannen double York round      | 4e     | Wallace Bryant      | 618   |
| Mannen double York round      | 5e     | Benjamin Keys       | 532   |
| Mannen double York round      | 6e     | Ernest Frentz       | 528   |
| Mannen double York round      | 7e     | Homer Taylor        | 506   |
| Mannen double York round      | 8e     | C,S, Woodruff       | 487   |
| Mannen double York round      | 9e     | Henry Richardson    | 439   |
| Mannen double York round      | 10e    | D, F, McGowan       | 383   |
| Mannen double York round      | 11e    | Thomas Scott        | 375   |
| Mannen double York round      | 12e    | Cyrus Dallin        | 355   |
| Mannen double York round      | 13e    | Lewis Maxon         | 341   |
| Mannen double York round      | 14e    | Ralph Taylor        | 328   |
| Mannen double York round      | 15e    | Edward Weston       | 268   |
| Mannen double York round      | 16e    | Edward Bruce        | 238   |
| Mannen double American round  | 1e     | George Bryant       | 1048  |
| Mannen double American round  | 2e     | Robert Williams     | 991   |
| Mannen double American round  | 3e     | William Thompson    | 949   |
| Mannen double American round  | 4e     | C,S, Woodruff       | 907   |
| Mannen double American round  | 5e     | William Clark       | 880   |
| Mannen double American round  | 6e     | Homer Taylor        | 862   |
| Mannen double American round  | 7e     | Benjamin Keys       | 840   |
| Mannen double American round  | 8e     | Wallace Bryant      | 818   |
| Mannen double American round  | 9e     | Cyrus Dallin        | 816   |
| Mannen double American round  | 10e    | Henry B, Richardson | 813   |
| Mannen double American round  | 11e    | Charles Hubbard     | 779   |
| Mannen double American round  | 12e    | Lewis Maxon         | 777   |
| Mannen double American round  | 13e    | Galen Spencer       | 701   |
| Mannen double American round  | 14e    | Samuel Duvall       | 699   |
| Mannen double American round  | 15e    | Ernest Frentz       | 665   |
| Mannen double American round  | 16e    | Amos Casselman      | 628   |
| Mannen double American round  | 17e    | Ralph Taylor        | 533   |
| Mannen double American round  | 18e    | Edward Bruce        | 516   |
| Mannen double American round  | 19e    | E, H, Weston        | 508   |
| Mannen double American round  | 20e    | Edward Weston       | 450   |
| Mannen double American round  | 21e    | W, G, Valentine     | 347   |
| Vrouwen double National round | 1e     | Matilda Howell      | 620   |
| Vrouwen double National round | 2e     | Emma Cooke          | 419   |
| Vrouwen double National round | 3e     | Jessie Pollock      | 419   |
| Vrouwen double National round | 4e     | Laura Woodruff      | 234   |
| Vrouwen double National round | 5e     | Mabel Taylor        | 160   |
| Vrouwen double National round | 6e     | Louise Taylor       | 159   |
| Vrouwen double Columbia round | 1e     | Matilda Howell      | 867   |
| Vrouwen double Columbia round | 2e     | Emma Cooke          | 630   |
| Vrouwen double Columbia round | 3e     | Jessie Pollock      | 630   |
| Vrouwen double Columbia round | 4e     | Laura Woodruff      | 547   |
| Vrouwen double Columbia round | 5e     | Mabel Taylor        | 243   |
| Vrouwen double Columbia round | 6e     | Louise Taylor       | 229   |

| Onderdeel          | Plaats | Team                 | Schutters                                                        | Score    |
| ------------------ | ------ | -------------------- | ---------------------------------------------------------------- | -------- |
| Mannen team round  | 1e     | Potomac Schutters    | William Thompson, Robert Williams, Lewis Maxon, Galen Spencer    | 1344     |
| Mannen team round  | 2e     | Cincinnati Schutters | C,S, Woodruff, William Clark, Charles Hubbard, Samuel Duvall     | 1341     |
| Mannen team round  | 3e     | Boston Schutters     | George Bryant, Wallace Bryant, Cyrus Dallin, Henry B. Richardson | 1268     |
| Mannen team round  | 4e     | Chicago Schutters    | Benjamin Keys, Homer Taylor, Edward Weston, Edward Bruce         | 942      |
| Vrouwen team round | 1e     |                      | Matilda Howell, Jessie Pollock, Laura Woodruff, Louise Taylor    | Onbekend |
| Vrouwen team round | 2e     |                      | Emma Cooke, Mabel Taylor                                         | Onbekend |

### Atletiek

#### Hardlopen
| Onderdeel       | Plaats | Atleet             | Heats                   | Repechage                  | Finale        |
| --------------- | ------ | ------------------ | ----------------------- | -------------------------- | ------------- |
| Mannen 60 meter | 1e     | Archie Hahn        | 7,2 seconden 1e, heat 3 | Advanced directly          | 7,0 seconden  |
| Mannen 60 meter | 2e     | William Hogenson   | 7,0 seconden 1e, heat 2 | Advanced directly          | 7,2 seconden  |
| Mannen 60 meter | 3e     | Fay Moulton        | Onbekend 1e, heat 4     | Advanced directly          | 7,2 seconden  |
| Mannen 60 meter | 4e     | Clyde Blair        | 7,0 seconden 1e, heat 1 | Advanced directly          | 7,2 seconden  |
| Mannen 60 meter | 5e     | Myer Prinstein     | Onbekend 2e, heat 1     | 7,2 seconden 2e, repechage | Onbekend      |
| Mannen 60 meter | 6e     | Frank Castleman    | Onbekend 2e, heat 2     | 7,2 seconden 1e, repechage | Onbekend      |
| Mannen 60 meter | 7-8    | Nathaniel Cartmell | Onbekend 2e, heat 4     | Onbekend 3-4, repechage    | Uitgeschakeld |
| Mannen 60 meter | 9-12   | William Hunter     | Onbekend 3-4, heat 1    | Uitgeschakeld              | Uitgeschakeld |
| Mannen 60 meter | 9-12   | George Poage       | Onbekend 3-4, heat 1    | Uitgeschakeld              | Uitgeschakeld |
| Mannen 60 meter | 9-12   | Lawson Robertson   | Onbekend 3e, heat 3     | Uitgeschakeld              | Uitgeschakeld |

| Onderdeel         | Plaats | Atleet             | Heats                    | Finale           |
| ----------------- | ------ | ------------------ | ------------------------ | ---------------- |
| Mannen, 100 meter | 1e     | Archie Hahn        | 11,4 seconden 1e, heat 1 | 11,0 seconden    |
| Mannen, 100 meter | 2e     | Nathaniel Cartmell | 11,4 seconden 1e, heat 3 | 11,2 seconden    |
| Mannen, 100 meter | 3e     | William Hogenson   | 11,6 seconden 1e, heat 2 | 11,2 seconden    |
| Mannen, 100 meter | 4e     | Fay Moulton        | Onbekend 2e, heat 3      | Onbekend         |
| Mannen, 100 meter | 5e     | Frederick Heckwolf | Onbekend 2e, heat 2      | Onbekend         |
| Mannen, 100 meter | 6e     | Lawson Robertson   | Onbekend 2e, heat 1      | Onbekend         |
| Mannen, 100 meter | 7-11   | Clyde Blair        | Onbekend 3e, heat 3      | Uitgeschakeld    |
| Mannen, 100 meter | 7-11   | Frank Castleman    | Onbekend 4e, heat 3      | Uitgeschakeld    |
| Mannen, 100 meter | 7-11   | Myer Prinstein     | Onbekend 4e, heat 2      | Uitgeschakeld    |
| Mannen 200 meter  | 1e     | Archie Hahn        | 22,2 seconden 1e, heat 1 | 21,6 seconden OR |
| Mannen 200 meter  | 2e     | Nathaniel Cartmell | Onbekend 2e, heat 1      | 2,9 seconden     |
| Mannen 200 meter  | 3e     | William Hogenson   | 22,8 seconden 1e, heat 2 | Onbekend         |
| Mannen 200 meter  | 4e     | Fay Moulton        | Onbekend 2e, heat 2      | Onbekend         |

| Onderdeel         | Plaats | Atleet           | Finale           |
| ----------------- | ------ | ---------------- | ---------------- |
| Mannen, 400 meter | 1e     | Harry Hillman    | 49,2 seconden OR |
| Mannen, 400 meter | 2e     | Frank Waller     | 49,9 seconden    |
| Mannen, 400 meter | 3e     | Herman Groman    | 50,0 seconden    |
| Mannen, 400 meter | 4e     | Joseph Fleming   | Onbekend         |
| Mannen, 400 meter | 5e     | Myer Prinstein   | Onbekend         |
| Mannen, 400 meter | 6e     | George Poage     | Onbekend         |
| Mannen, 400 meter | 7-12   | Clyde Blair      | Onbekend         |
| Mannen, 400 meter | 7-12   | Paul Pilgrim     | Onbekend         |
| Mannen, 400 meter | 7-12   | George Underwood | Onbekend         |
| Mannen, 400 meter | 7-12   | Howard Valentine | Onbekend         |
| Mannen 800 meter  | 1e     | Jim Lightbody    | 1:56,0 OR        |
| Mannen 800 meter  | 2e     | Howard Valentine | 1:56,3           |
| Mannen 800 meter  | 3e     | Emil Breitkreutz | 1:56,4           |
| Mannen 800 meter  | 4e     | George Underwood | Onbekend         |
| Mannen 800 meter  | 6e     | William Verner   | Onbekend         |
| Mannen 800 meter  | 7-13   | George Bonhag    | Onbekend         |
| Mannen 800 meter  | 7-13   | Harvey Cohn      | Onbekend         |
| Mannen 800 meter  | 7-13   | Lacey Hearn      | Onbekend         |
| Mannen 800 meter  | 7-13   | John J, Joyce    | Onbekend         |
| Mannen 800 meter  | 7-13   | Paul Pilgrim     | Onbekend         |
| Mannen 1500 meter | 1e     | Jim Lightbody    | 4:05,4 OR        |
| Mannen 1500 meter | 2e     | William Verner   | 4:06,8           |
| Mannen 1500 meter | 3e     | Lacey Hearn      | Onbekend         |
| Mannen 1500 meter | 4e     | David Munson     | Onbekend         |
| Mannen 1500 meter | 7e     | Howard Valentine | Onbekend         |
| Mannen 1500 meter | 8e     | Harvey Cohn      | Onbekend         |
| Mannen 1500 meter | 9e     | Charles Bacon    | Onbekend         |

| Onderdeel               | Plaats | Atleet             | Heats                    | Finale        |
| ----------------------- | ------ | ------------------ | ------------------------ | ------------- |
| Mannen 110 meter horden | 1e     | Frederick Schule   | 16,2 seconden 1e, heat 1 | 16,0 seconden |
| Mannen 110 meter horden | 2e     | Thaddeus Schideler | Onbekend 2e, heat 2      | 16,3 seconden |
| Mannen 110 meter horden | 3e     | Lesley Ashburner   | Onbekend 2e, heat 1      | 16,4 seconden |
| Mannen 110 meter horden | 4e     | Frank Castleman    | 16,2 seconden 1e, heat 2 | Onbekend      |
| Mannen 110 meter horden | 5-7    | Craig McLanahan    | Onbekend 3e, heat 1      | Onbekend      |

| Onderdeel                      | Plaats | Atleet           | Finale           |
| ------------------------------ | ------ | ---------------- | ---------------- |
| Mannen 200 meter horden        | 1e     | Harry Hillman    | 24,6 seconden OR |
| Mannen 200 meter horden        | 2e     | Frank Castleman  | 24,9 seconden    |
| Mannen 200 meter horden        | 3e     | George Poage     | Onbekend         |
| Mannen 200 meter horden        | 4e     | George Varnell   | Onbekend         |
| Mannen 200 meter horden        | 5e     | Frederick Schule | Onbekend         |
| Mannen 400 meter horden        | 1e     | Harry Hillman    | 53,0 seconden    |
| Mannen 400 meter horden        | 2e     | Frank Waller     | 53,2 seconden    |
| Mannen 400 meter horden        | 3e     | George Poage     | Onbekend         |
| Mannen 400 meter horden        | 4e     | George Varnell   | Onbekend         |
| Mannen 2590 meter steeplechase | 1e     | Jim Lightbody    | 7:39,6           |
| Mannen 2590 meter steeplechase | 3e     | Arthur Newton    | Onbekend         |
| Mannen 2590 meter steeplechase | 4e     | William Verner   | Onbekend         |
| Mannen 2590 meter steeplechase | 5-7    | Harvey Cohn      | Onbekend         |
| Mannen 2590 meter steeplechase | 5-7    | David Munson     | Onbekend         |
| Mannen 2590 meter steeplechase | 5-7    | Richard Sandford | Onbekend         |

| Onderdeel                   | Plaats | Team        | Atleten                                                                                       | Score     |
| --------------------------- | ------ | ----------- | --------------------------------------------------------------------------------------------- | --------- |
| Mannen 4 mijl team (6437 m) | 1e     | New York AC | Arthur Newton (1) George Underwood (5) Paul Pilgrim (6) Howard Valentine (7) David Munson (8) | 27 punten |
| Mannen 4 mijl team (6437 m) | 2e     | Chicago AA  | Jim Lightbody (2) William Verner (3) Lacey Hearn (4) Albert Coray (9) Sidney Hatch (10)       | 28 punten |

| Onderdeel       | Plaats | Atleet            | Finale            |
| --------------- | ------ | ----------------- | ----------------- |
| Mannen marathon | 1e     | Thomas J, Hicks   | 3:28:53           |
| Mannen marathon | 2e     | Albert Coray      | 3:34:52           |
| Mannen marathon | 3e     | Arthur Newton     | 3:47:33           |
| Mannen marathon | 6e     | David Kneeland    | Onbekend          |
| Mannen marathon | 7e     | Henry Brawley     | Onbekend          |
| Mannen marathon | 8e     | Sidney Hatch      | Onbekend          |
| Mannen marathon | 11e    | F, P, Devlin      | Onbekend          |
| Mannen marathon | 13e    | John Furla        | Onbekend          |
| Mannen marathon | —      | Edward P, Carr    | Niet gefinisht    |
| Mannen marathon | —      | Robert Fowler     | Niet gefinisht    |
| Mannen marathon | —      | John Foy          | Niet gefinisht    |
| Mannen marathon | —      | William Garcia    | Niet gefinisht    |
| Mannen marathon | —      | Thomas J, Kennedy | Niet gefinisht    |
| Mannen marathon | —      | John Lordon       | Niet gefinisht    |
| Mannen marathon | —      | Samuel Mellor     | Niet gefinisht    |
| Mannen marathon | —      | Frank Pierce      | Niet gefinisht    |
| Mannen marathon | —      | Guy Porter        | Niet gefinisht    |
| Mannen marathon | —      | Michael Spring    | Niet gefinisht    |
| Mannen marathon | —      | Fred Lorz         | Gediskwalificeerd |

#### Springnummers
| Onderdeel                           | Plaats | Atleet               | Finale        |
| ----------------------------------- | ------ | -------------------- | ------------- |
| Mannen verspringen                  | 1e     | Myer Prinstein       | 7,34 meter OR |
| Mannen verspringen                  | 2e     | Daniel Frank         | 6,89 meter    |
| Mannen verspringen                  | 3e     | Robert Stangland     | 6,88 meter    |
| Mannen verspringen                  | 4e     | Frederick Englehardt | 6,63 meter    |
| Mannen verspringen                  | 5e     | George van Cleaf     | Onbekend      |
| Mannen verspringen                  | 6e     | John Hagerman        | Onbekend      |
| Mannen verspringen                  | 7-10   | John T, Oxley        | Onbekend      |
| Mannen hink-stap-springen           | 1e     | Myer Prinstein       | 14,35 meter   |
| Mannen hink-stap-springen           | 2e     | Frederick Englehardt | 13,90 meter   |
| Mannen hink-stap-springen           | 3e     | Robert Stangland     | 13,36 meter   |
| Mannen hink-stap-springen           | 4e     | John Fuhler          | 12,91 meter   |
| Mannen hink-stap-springen           | 5e     | George van Cleaf     | Onbekend      |
| Mannen hink-stap-springen           | 6e     | John Hagerman        | Onbekend      |
| Mannen hink-stap-springen           | 7e     | Samuel Jones         | Onbekend      |
| Mannen hoogspringen                 | 1e     | Samuel Jones         | 1,80 meter    |
| Mannen hoogspringen                 | 2e     | Garrett Serviss      | 1,77 meter    |
| Mannen hoogspringen                 | 5e     | Emil Freymark        | Onbekend      |
| Mannen hoogspringen                 | 6e     | Ervin Barker         | 1,70 meter    |
| Mannen polsstokhoogspringen         | 1e     | Charles Dvorak       | 3,50 meter OR |
| Mannen polsstokhoogspringen         | 2e     | LeRoy Samse          | 3,35 meter    |
| Mannen polsstokhoogspringen         | 3e     | Louis Wilkins        | 3,35 meter    |
| Mannen polsstokhoogspringen         | 4e     | Craig McLanahan      | 3,35 meter    |
| Mannen polsstokhoogspringen         | 5e     | Claude Allen         | 3,35 meter    |
| Mannen polsstokhoogspringen         | 6e     | Walter Dray          | Onbekend      |
| Mannen verspringen uit stand        | 1e     | Ray Ewry             | 3,47 meter OR |
| Mannen verspringen uit stand        | 2e     | Charles King         | 3,27 meter    |
| Mannen verspringen uit stand        | 3e     | John Biller          | 3,25 meter    |
| Mannen verspringen uit stand        | 4e     | Henry Field          | 3,18 meter    |
| Mannen hink-stap-springen uit stand | 1e     | Ray Ewry             | 10,54 meter   |
| Mannen hink-stap-springen uit stand | 2e     | Charles King         | 10,16 meter   |
| Mannen hink-stap-springen uit stand | 3e     | Joseph Stadler       | 9,60 meter    |
| Mannen hink-stap-springen uit stand | 4e     | Garrett Serviss      | 9,53 meter    |
| Mannen hoogspringen uit stand       | 1e     | Ray Ewry             | 1,60 meter    |
| Mannen hoogspringen uit stand       | 2e     | Joseph Stadler       | 1,44 meter    |
| Mannen hoogspringen uit stand       | 3e     | Lawson Robertson     | 1,44 meter    |
| Mannen hoogspringen uit stand       | 4e     | John Biller          | 1,42 meter    |

#### Werpnummers
| Onderdeel                      | Plaats | Atleet              | Finale         |
| ------------------------------ | ------ | ------------------- | -------------- |
| Mannen kogelstoten             | 1e     | Ralph Rose          | 14,81 meter OR |
| Mannen kogelstoten             | 2e     | William Coe         | 14,40 meter    |
| Mannen kogelstoten             | 3e     | Lawrence Feuerbach  | 13,37 meter    |
| Mannen kogelstoten             | 4e     | Martin Sheridan     | 12,39 meter    |
| Mannen kogelstoten             | 5e     | Charles Tsjaadwick  | Onbekend       |
| Mannen kogelstoten             | 6e     | Albert Johnson      | Onbekend       |
| Mannen kogelstoten             | 7e     | John Guiney         | Onbekend       |
| Mannen discuswerpen            | 1e     | Martin Sheridan     | 39,28 meter OR |
| Mannen discuswerpen            | 2e     | Ralph Rose          | 39,28 meter OR |
| Mannen discuswerpen            | 4e     | John Jesus Flanagan | 36,14 meter    |
| Mannen discuswerpen            | 5e     | John Biller         | Onbekend       |
| Mannen discuswerpen            | 6e     | James Mitchell      | Onbekend       |
| Mannen kogelslingeren          | 1e     | John Jesus Flanagan | 51,23 meter OR |
| Mannen kogelslingeren          | 2e     | John DeWitt         | 50,26 meter    |
| Mannen kogelslingeren          | 3e     | Ralph Rose          | 45,73 meter    |
| Mannen kogelslingeren          | 4e     | Charles Tsjaadwick  | 42,78 meter    |
| Mannen kogelslingeren          | 5e     | James Mitchell      | Onbekend       |
| Mannen kogelslingeren          | 6e     | Albert Johnson      | Onbekend       |
| Mannen gewichtwerpen (25,4 kg) | 2e     | John Jesus Flanagan | 10,16 meter    |
| Mannen gewichtwerpen (25,4 kg) | 3e     | James Mitchell      | 10,13 meter    |
| Mannen gewichtwerpen (25,4 kg) | 4e     | Charles Henneman    | 9,18 meter     |
| Mannen gewichtwerpen (25,4 kg) | 5e     | Charles Tsjaadwick  | Onbekend       |
| Mannen gewichtwerpen (25,4 kg) | 6e     | Ralph Rose          | 8,53 meter     |

#### Meerkampen
| Onderdeel       | Plaats | Atleet              | Total score |
| --------------- | ------ | ------------------- | ----------- |
| Mannen driekamp | 1e     | Max Emmerich        | 35,7        |
| Mannen driekamp | 2e     | John Grieb          | 34,0        |
| Mannen driekamp | 3e     | William Merz        | 32,9        |
| Mannen driekamp | 4e     | George Mayer        | 32,4        |
| Mannen driekamp | 5e     | John Bissinger      | 30,8        |
| Mannen driekamp | 6e     | Philip Kassell      | 30,1        |
| Mannen driekamp | 7e     | Fred Schmind        | 30,0        |
| Mannen driekamp | 10e    | Max Hess            | 29,6        |
| Mannen driekamp | 10e    | Otto Neimand        | 29,6        |
| Mannen driekamp | 12e    | Edward Siegler      | 29,2        |
| Mannen driekamp | 13e    | John Leichinger     | 29,1        |
| Mannen driekamp | 14e    | Otto Boehnke        | 28,7        |
| Mannen driekamp | 14e    | George Stapf        | 28,7        |
| Mannen driekamp | 16e    | Andrew Neu          | 28,6        |
| Mannen driekamp | 17e    | Robert Reynolds     | 28,5        |
| Mannen driekamp | 17e    | Frank Schicke       | 28,5        |
| Mannen driekamp | 19e    | Ernst Reckeweg      | 28,2        |
| Mannen driekamp | 20e    | Otto Steffen        | 28,0        |
| Mannen driekamp | 22e    | Ragnar Berg         | 27,4        |
| Mannen driekamp | 22e    | Lorenz Spann        | 27,4        |
| Mannen driekamp | 22e    | Reinhard Wagner     | 27,4        |
| Mannen driekamp | 25e    | Theodore Gross      | 27,3        |
| Mannen driekamp | 25e    | Robert Herrmann     | 27,3        |
| Mannen driekamp | 25e    | Leander Keim        | 27,3        |
| Mannen driekamp | 28e    | Oluf Landnes        | 27,2        |
| Mannen driekamp | 30e    | William Berewald    | 27,0        |
| Mannen driekamp | 30e    | Willard Schrader    | 27,0        |
| Mannen driekamp | 32e    | Julius Lenhart      | 26,8        |
| Mannen driekamp | 33e    | Henry Koeder        | 26,7        |
| Mannen driekamp | 34e    | Max Thomas          | 26,6        |
| Mannen driekamp | 36e    | Emil Beyer          | 26,5        |
| Mannen driekamp | 36e    | John Duha           | 26,5        |
| Mannen driekamp | 36e    | Edward Hennig       | 26,5        |
| Mannen driekamp | 36e    | Clarence Kiddington | 26,5        |
| Mannen driekamp | 40e    | Anthony Jahnke      | 26,4        |
| Mannen driekamp | 40e    | Oliver Olsen        | 26,4        |
| Mannen driekamp | 40e    | Henry Prinzler      | 26,4        |
| Mannen driekamp | 43e    | Phillip Sontag      | 26,2        |
| Mannen driekamp | 44e    | Louis Hunger        | 25,9        |
| Mannen driekamp | 44e    | Louis Kniep         | 25,9        |
| Mannen driekamp | 47e    | Charles Umbs        | 25,7        |
| Mannen driekamp | 47e    | John Wolf           | 25,7        |
| Mannen driekamp | 49e    | George Aschenbrener | 25,5        |
| Mannen driekamp | 49e    | Rudolf Krupitzer    | 25,5        |
| Mannen driekamp | 49e    | J. Wassow           | 25,5        |
| Mannen driekamp | 52e    | Emil Rothe          | 25,4        |
| Mannen driekamp | 52e    | George Schroeder    | 25,4        |
| Mannen driekamp | 54,    | Otto Feyder         | 25,2        |
| Mannen driekamp | 55e    | Louis Rathke        | 25,1        |
| Mannen driekamp | 55e    | Philip Schuster     | 25,1        |
| Mannen driekamp | 55e    | Harry Warnken       | 25,1        |
| Mannen driekamp | 59e    | Anton Heida         | 25,0        |
| Mannen driekamp | 59e    | Jacob Hertenbahn    | 25,0        |
| Mannen driekamp | 59e    | William Tritschler  | 25,0        |
| Mannen driekamp | 62e    | Harry Hansen        | 24,8        |
| Mannen driekamp | 63e    | Max Wolf            | 24,6        |
| Mannen driekamp | 64e    | William Andelfinger | 24,5        |
| Mannen driekamp | 64e    | Charles Krause      | 24,5        |
| Mannen driekamp | 67,    | Bergin Nilsen       | 24,4        |
| Mannen driekamp | 68e    | James Dwyer         | 24,3        |
| Mannen driekamp | 68e    | William Traband     | 24,3        |
| Mannen driekamp | 70e    | Robert Maysack      | 24,2        |
| Mannen driekamp | 71e    | George Mastrovich   | 24,1        |
| Mannen driekamp | 72e    | Charles Sorum       | 24,0        |
| Mannen driekamp | 73e    | Bernard Berg        | 23,9        |
| Mannen driekamp | 74e    | John Dellert        | 23,7        |
| Mannen driekamp | 75e    | Andreas Kempf       | 23,6        |
| Mannen driekamp | 75e    | Otto Thomsen        | 23,6        |
| Mannen driekamp | 77e    | Christian Deubler   | 23,5        |
| Mannen driekamp | 77e    | Edward Tritschler   | 23,5        |
| Mannen driekamp | 79e    | Barry Chimberoff    | 23,4        |
| Mannen driekamp | 79e    | Henry Kraft         | 23,4        |
| Mannen driekamp | 81e    | L. Guerner          | 23,2        |
| Mannen driekamp | 82e    | P. Gussmann         | 23,1        |
| Mannen driekamp | 83e    | Michael Lang        | 23,0        |
| Mannen driekamp | 84e    | P. Ritter           | 22,8        |
| Mannen driekamp | 85e    | Hy. Meyland         | 22,4        |
| Mannen driekamp | 85e    | Richard Tritschler  | 22,4        |
| Mannen driekamp | 85e    | Emil Voigt          | 22,4        |
| Mannen driekamp | 88e    | Otto Knerr          | 22,3        |
| Mannen driekamp | 89e    | Gustav Mueller      | 22,0        |
| Mannen driekamp | 89e    | Otto Roissner       | 22,0        |
| Mannen driekamp | 91e    | William Horschke    | 21,7        |
| Mannen driekamp | 92e    | Frank Raad          | 21,5        |
| Mannen driekamp | 92e    | Wilhelm Zabel       | 21,5        |
| Mannen driekamp | 94e    | M. Bascher          | 21,4        |
| Mannen driekamp | 95e    | William Kruppinger  | 21,3        |
| Mannen driekamp | 95e    | augustus Placke     | 21,3        |
| Mannen driekamp | 95e    | Rudolf Schrader     | 21,3        |
| Mannen driekamp | 95e    | Emil Schwegler      | 21,3        |
| Mannen driekamp | 95e    | Christian Sperl     | 21,3        |
| Mannen driekamp | 100e   | M. Fischer          | 21,2        |
| Mannen driekamp | 100e   | Julian Schmitz      | 21,2        |
| Mannen driekamp | 102e   | William Herzog      | 21,1        |
| Mannen driekamp | 102e   | Arthur Rosenkampff  | 21,1        |
| Mannen driekamp | 104e   | Gustav Hämmerlin    | 20,9        |
| Mannen driekamp | 104e   | Paul Studen         | 20,9        |
| Mannen driekamp | 106e   | Martin Ludwig       | 20,4        |
| Mannen driekamp | 107e   | Charles Dellert     | 20,3        |
| Mannen driekamp | 108e   | John Messel         | 20,2        |
| Mannen driekamp | 108e   | Walter Real         | 20,2        |
| Mannen driekamp | 108e   | Arthur Sundbye      | 20,2        |
| Mannen driekamp | 111e   | M. Barry            | 20,1        |
| Mannen driekamp | 112e   | K. Woerner          | 19,7        |
| Mannen driekamp | 113e   | Edward Pueschell    | 19,3        |
| Mannen driekamp | 114e   | Charles Schwartz    | 19,1        |
| Mannen driekamp | 115e   | K. Roedek           | 19,0        |
| Mannen driekamp | 116e   | Alvin Kritschmann   | 18,9        |
| Mannen driekamp | 117e   | William Friedrich   | 17,7        |
| Mannen driekamp | 118e   | George Eyser        | 13,5        |
| Mannen tienkamp | 2e     | Adam Gunn           | 5907        |
| Mannen tienkamp | 3e     | Thomas Truxton Hare | 5813        |
| Mannen tienkamp | 5e     | Ellery Clark        | 2778        |
| Mannen tienkamp | 6e     | John Grieb          | 2199        |
| Mannen tienkamp | 7e     | Max Emmerich        | 0           |

### Boksen
Aan het bokstoernooi deden alleen Amerikanen mee. Zij wonnen dus alle medailles.
| Onderdeel     | Plaats | Bokser            | Kwartfinale                      | Halve finale                 | Finale                         |
| ------------- | ------ | ----------------- | -------------------------------- | ---------------------------- | ------------------------------ |
| Vlieggewicht  | 1e     | George Finnegan   | Niet gehouden                    | Niet gehouden                | Versloeg Miles Burke           |
| Vlieggewicht  | 2e     | Miles Burke       | Niet gehouden                    | Niet gehouden                | Verloor van George Finnegan    |
| Bantamgewicht | 1e     | Oliver Kirk       | Niet gehouden                    | Niet gehouden                | Versloeg George Finnegan       |
| Bantamgewicht | 2e     | George Finnegan   | Niet gehouden                    | Niet gehouden                | Verloor van Oliver Kirk        |
| Vedergewicht  | 1e     | Oliver Kirk       | Niet gehouden                    | bye                          | Versloeg Frank Haller          |
| Vedergewicht  | 2e     | Frank Haller      | Niet gehouden                    | Versloeg Frederick Gilmore   | Verloor van Oliver Kirk        |
| Vedergewicht  | 3e     | Frederick Gilmore | Niet gehouden                    | Verloor van Frank Haller     | Uitgeschakeld                  |
| Lichtgewicht  | 1e     | Harry Spanger     | Versloeg Kenneth Jewett          | Versloeg Russell van Horn    | Versloeg James Jack Eagan      |
| Lichtgewicht  | 2e     | James Jack Eagan  | Versloeg Joseph Lydon            | Versloeg Peter Sturholdt     | Verloor van Harry Spanger      |
| Lichtgewicht  | 3e     | Russell van Horn  | Versloeg Arthur Seward           | Verloor van Harry Spanger    | Versloeg Peter Sturholdt       |
| Lichtgewicht  | 4e     | Peter Sturholdt   | Carroll Burton gediskwalificeerd | Verloor van James Jack Eagan | Verloor van Russell van Horn   |
| Lichtgewicht  | 5e     | Kenneth Jewett    | Verloor van Harry Spanger        | Uitgeschakeld                | Uitgeschakeld                  |
| Lichtgewicht  | 5e     | Joseph Lydon      | Verloor van James Jack Eagan     | Uitgeschakeld                | Uitgeschakeld                  |
| Lichtgewicht  | 5e     | Arthur Seward     | Verloor van Russell van Horn     | Uitgeschakeld                | Uitgeschakeld                  |
| Lichtgewicht  | —      | Carroll Burton    | Gediskwalificeerd                | Uitgeschakeld                | Uitgeschakeld                  |
| Weltergewicht | 1e     | Albert Young      | Niet gehouden                    | Versloeg James Jack Eagan    | Versloeg Harry Spanger         |
| Weltergewicht | 2e     | Harry Spanger     | Niet gehouden                    | Versloeg Joseph Lydon        | Verloor van Albert Young       |
| Weltergewicht | 3e     | James Jack Eagan  | Niet gehouden                    | Verloor van Albert Young     | Geen bronzen medaillewedstrijd |
| Weltergewicht | 3e     | Joseph Lydon      | Niet gehouden                    | Verloor van Harry Spanger    | Geen bronzen medaillewedstrijd |
| Middengewicht | 1e     | Charles Mayer     | Niet gehouden                    | Niet gehouden                | Versloeg Benjamin Spradley     |
| Middengewicht | 2e     | Benjamin Spradley | Niet gehouden                    | Niet gehouden                | Verloor van Charles Mayer      |
| Zwaargewicht  | 1e     | Samuel Berger     | Niet gehouden                    | Versloeg William Michaels    | Versloeg Charles Mayer         |
| Zwaargewicht  | 2e     | Charles Mayer     | Niet gehouden                    | bye                          | Verloor van Samuel Berger      |
| Zwaargewicht  | 3e     | William Michaels  | Niet gehouden                    | Verloor van Samuel Berger    | Uitgeschakeld                  |

### Wielersport
De Verenigde Staten was het enige land dat deelnam aan het wielrennen.
| Onderdeel  | Plaats | Wielrenner         | Heats                     | Halve finale                     | Finale        |
| ---------- | ------ | ------------------ | ------------------------- | -------------------------------- | ------------- |
| kwartmijl  | 1e     | Marcus Hurley      | 35,6 seconden 1e, heat 2  | 34,8 seconden 1e, halve finale 1 | 31,8 seconden |
| kwartmijl  | 2e     | Burton Downing     | 35,2 seconden 1e, heat 4  | Onbekend 2e, halve finale 2      | Onbekend      |
| kwartmijl  | 3e     | Teddy Billington   | 36,2 seconden 1e, heat 1  | Onbekend 2e, halve finale 1      | Onbekend      |
| kwartmijl  | 4e     | Oscar Goerke       | 34.8 seconden 1e, heat 3  | 33,4 seconden 1e, halve finale 2 | Onbekend      |
| kwartmijl  | 5-8    | Arthur F. Andrews  | Onbekend 2e, heat 3       | Onbekend 3-4, halve finale 2     | Uitgeschakeld |
| kwartmijl  | 5-8    | Frank Bizzoni      | Onbekend 2e, heat 1       | Onbekend 3-4, halve finale 1     | Uitgeschakeld |
| kwartmijl  | 5-8    | Frank Montaldi     | Onbekend 2e, heat 2       | Onbekend 3-4, halve finale 1     | Uitgeschakeld |
| kwartmijl  | 5-8    | Henry Wittman      | Onbekend 2e, heat 4       | Onbekend 3-4, halve finale 2     | Uitgeschakeld |
| kwartmijl  | 9-11   | Fred Grinham       | Onbekend 3e, heat 3       | Uitgeschakeld                    | Uitgeschakeld |
| kwartmijl  | 9-11   | Oscar Schwab       | Onbekend 3e, heat 2       | Uitgeschakeld                    | Uitgeschakeld |
| kwartmijl  | 9-11   | Anthony Williamson | Onbekend 3e, heat 4       | Uitgeschakeld                    | Uitgeschakeld |
| 1/3e mijl  | 1e     | Marcus Hurley      | Onbekend 1-2, heat 3 or 4 | 44,2 seconden 1e, halve finale 2 | 43,8 seconden |
| 1/3e mijl  | 2e     | Burton Downing     | Onbekend 1-2, heat 3 or 4 | Onbekend 2e, halve finale 2      | Onbekend      |
| 1/3e mijl  | 3e     | Teddy Billington   | Onbekend 2e, heat 1       | 50.2 seconden 1e, halve finale 1 | Onbekend      |
| 1/3e mijl  | 4e     | Charles Schlee     | Onbekend 1e, heat 1       | Onbekend 2e, halve finale 1      | Onbekend      |
| 1/3e mijl  | 5-8    | Oscar Goerke       | Onbekend 1e, heat 2       | Onbekend 3-4, halve finale 1     | Uitgeschakeld |
| 1/3e mijl  | 5-8    | Fred Grinham       | Onbekend 2e, heat 2       | Onbekend 3-4, halve finale 1     | Uitgeschakeld |
| 1/3e mijl  | 5-8    | Onbekend           | Onbekend 1-2, heat 3 or 4 | Onbekend 3-4, halve finale 2     | Uitgeschakeld |
| 1/3e mijl  | 5-8    | Onbekend           | Onbekend 1-2, heat 3 or 4 | Onbekend 3-4, halve finale 2     | Uitgeschakeld |
| 1/3e mijl  | 9-10   | Onbekend           | Onbekend 3e, heat 3 or 4  | Uitgeschakeld                    | Uitgeschakeld |
| 1/3e mijl  | 9-10   | Onbekend           | Onbekend 3e, heat 3 or 4  | Uitgeschakeld                    | Uitgeschakeld |
| halve mijl | 1e     | Marcus Hurley      | 1:08.6 1e, heat 1         | 1:12.8 1e, halve finale 1        | 1:09.0        |
| halve mijl | 2e     | Teddy Billington   | 1:18.6 1e, heat 3         | 1:09.0 1e, halve finale 2        | Onbekend      |
| halve mijl | 3e     | Burton Downing     | 1:13.6 1e, heat 4         | Onbekend 2e, halve finale 2      | Onbekend      |
| halve mijl | 4e     | George E. Wiley    | Onbekend 2e, heat 1       | Onbekend 2e, halve finale 1      | Onbekend      |
| halve mijl | 5-8    | A. Fritz           | 1:07.0 1e, heat 2         | Onbekend 3-4, halve finale 1     | Uitgeschakeld |
| halve mijl | 5-8    | Fred Grinham       | Onbekend 2e, heat 4       | Onbekend 3-4, halve finale 2     | Uitgeschakeld |
| halve mijl | 5-8    | Charles Schlee     | Onbekend 2e, heat 2       | Onbekend 3-4, halve finale 1     | Uitgeschakeld |
| halve mijl | 5-8    | Henry Wittman      | Onbekend 2e, heat 3       | Onbekend 3-4, halve finale 2     | Uitgeschakeld |
| halve mijl | 9-16   | Arthur F. Andrews  | Onbekend 3e, heat 1       | Uitgeschakeld                    | Uitgeschakeld |
| halve mijl | 9-16   | Oscar Goerke       | Onbekend 3e, heat 2       | Uitgeschakeld                    | Uitgeschakeld |
| halve mijl | 9-16   | Leo Larson         | Onbekend 3e, heat 4       | Uitgeschakeld                    | Uitgeschakeld |
| halve mijl | 9-16   | Joel N. McCrea     | Onbekend 4e, heat ?       | Uitgeschakeld                    | Uitgeschakeld |
| halve mijl | 9-16   | Oscar Schwab       | Onbekend 4e, heat ?       | Uitgeschakeld                    | Uitgeschakeld |
| halve mijl | 9-16   | Anthony Williamson | Onbekend 3e, heat 3       | Uitgeschakeld                    | Uitgeschakeld |
| halve mijl | 9-16   | Onbekend           | Onbekend 4e, heat ?       | Uitgeschakeld                    | Uitgeschakeld |
| halve mijl | 9-16   | Onbekend           | Onbekend 4e, heat ?       | Uitgeschakeld                    | Uitgeschakeld |

| Onderdeel | Plaats | Wielrenner         | Halve finale                     | Finale        |
| --------- | ------ | ------------------ | -------------------------------- | ------------- |
| 1 mijl    | 1e     | Marcus Hurley      | 2:34.2 1e, halve finale 1        | 2:41.6        |
| 1 mijl    | 2e     | Burton Downing     | 2:33.0 1e, halve finale 2        | Onbekend      |
| 1 mijl    | 3e     | Teddy Billington   | Onbekend 2e, halve finale 2      | Onbekend      |
| 1 mijl    | 4e     | Oscar Goerke       | Onbekend 2e, halve finale 1      | Onbekend      |
| 1 mijl    | 5-7    | Charles Schlee     | Onbekend 3e, halve finale 1      | Uitgeschakeld |
| 1 mijl    | 5-7    | George E. Wiley    | Onbekend 3e, halve finale 2      | Uitgeschakeld |
| 1 mijl    | 5-7    | Anthony Williamson | Onbekend 4e, halve finale 2      | Uitgeschakeld |
| 1 mijl    | —      | Joel N. McCrea     | Niet gefinisht —, halve finale 1 | Uitgeschakeld |

| Onderdeel | Plaats | Wielrenner            | Finale         |
| --------- | ------ | --------------------- | -------------- |
| 2 mijl    | 1e     | Burton Downing        | 4:57.8         |
| 2 mijl    | 2e     | Oscar Goerke          | Onbekend       |
| 2 mijl    | 3e     | Marcus Hurley         | Onbekend       |
| 2 mijl    | 4e     | Teddy Billington      | Onbekend       |
| 2 mijl    | 5-13   | Charles Schlee        | Onbekend       |
| 2 mijl    | 5-13   | Onbekend              | Onbekend       |
| 2 mijl    | 5-13   | Onbekend              | Onbekend       |
| 2 mijl    | 5-13   | Onbekend              | Onbekend       |
| 2 mijl    | 5-13   | Onbekend              | Onbekend       |
| 2 mijl    | 5-13   | Onbekend              | Onbekend       |
| 2 mijl    | 5-13   | Onbekend              | Onbekend       |
| 2 mijl    | 5-13   | Onbekend              | Onbekend       |
| 2 mijl    | 5-13   | Onbekend              | Onbekend       |
| 5 mijl    | 1e     | Charles Schlee        | 13:08.2        |
| 5 mijl    | 2e     | George E. Wiley       | Onbekend       |
| 5 mijl    | 3e     | Arthur F. Andrews     | Onbekend       |
| 5 mijl    | 4e     | Julius Schaefer       | Onbekend       |
| 5 mijl    | ?      | Onbekend deelnemer(s) | Onbekend       |
| 5 mijl    | —      | Teddy Billington      | Niet gefinisht |
| 5 mijl    | —      | Burton Downing        | Niet gefinisht |
| 5 mijl    | —      | Oscar Goerke          | Niet gefinisht |
| 5 mijl    | —      | Marcus Hurley         | Niet gefinisht |
| 5 mijl    | —      | Joel N. McCrea        | Niet gefinisht |
| 25 mijl   | 1e     | Burton Downing        | 1:10:55.4      |
| 25 mijl   | 2e     | Arthur F. Andrews     | Onbekend       |
| 25 mijl   | 3e     | George E. Wiley       | Onbekend       |
| 25 mijl   | 4e     | Samuel LaVoice        | Onbekend       |
| 25 mijl   | —      | Teddy Billington      | Niet gefinisht |
| 25 mijl   | —      | Oscar Goerke          | Niet gefinisht |
| 25 mijl   | —      | Marcus Hurley         | Niet gefinisht |
| 25 mijl   | —      | Julius Schaefer       | Niet gefinisht |
| 25 mijl   | —      | Charles Schlee        | Niet gefinisht |
| 25 mijl   | —      | Anthony Williamson    | Niet gefinisht |

### Schoonspringen
De Verenigde Staten en Duitsland waren de twee deelnemende landen. De twee Amerikanen wonnen goud en gedeeld brons bij het torenspringen. Op de "afsprong met uitdrijven onder water" deden enkel vijf Amerikanen mee.
| Onderdeel                           | Plaats | Diver          | Finale       |
| ----------------------------------- | ------ | -------------- | ------------ |
| 10 m torenspringen                  | 1e     | George Sheldon | 12.66 punten |
| 10 m torenspringen                  | 3e     | Frank Kehoe    | 11.33 punten |
| afsprong met uitdrijven onder water | 1e     | William Dickey | 19.05 meter  |
| afsprong met uitdrijven onder water | 2e     | Edgar Adams    | 17.52 meter  |
| afsprong met uitdrijven onder water | 3e     | Budd Goodwin   | 17.37 meter  |
| afsprong met uitdrijven onder water | 4e     | Newman Samuels | 16.76 meter  |
| afsprong met uitdrijven onder water | 5e     | Charles Pyrah  | 14.02 meter  |

### Schermen
| Onderdeel     | Plaats | Schermer                  | Halve finale           | Finale        |
| ------------- | ------ | ------------------------- | ---------------------- | ------------- |
| Mannen floret | 5-6    | Wilfred Holroyd           | 1-2 3e, halve finale B | Uitgeschakeld |
| Mannen floret | 5-6    | Charles Fitzhugh Townsend | 2-2 3e, halve finale A | Uitgeschakeld |
| Mannen floret | 7-8    | Theodore Carstens         | 1-3 4e, halve finale A | Uitgeschakeld |
| Mannen floret | 7-8    | Arthur Fox                | 0-3 4e, halve finale B | Uitgeschakeld |
| Mannen floret | 9e     | William Grebe             | 0-4 5e, halve finale A | Uitgeschakeld |

| Onderdeel                       | Plaats | Schermer                                            | Finale    |
| ------------------------------- | ------ | --------------------------------------------------- | --------- |
| Mannen team floret              | 2e     | Charles Tatham Charles Fitzhugh Townsend Arthur Fox | 0-1 (2-7) |
| Mannen degen                    | 5e     | Charles Fitzhugh Townsend                           | Onbekend  |
| Mannen sabel                    | 2e     | William Grebe                                       | 2-1       |
| Mannen sabel                    | 4e     | Theodore Carstens                                   | 1-2       |
| Mannen sabel                    | 5e     | Arthur Fox                                          | 0-3       |
| Mannen stokschermen enkele stok | 2e     | William O'Connor                                    | 8         |
| Mannen stokschermen enkele stok | 3e     | William Grebe                                       | 2         |

### Voetbal
De Verenigde Staten debuteerde in het voetbal. Twee Amerikaanse teams speelden in de groep met een Canadees team. Dat team versloeg de beide Amerikaanse teams. De eerste twee wedstrijden tussen de Amerikaanse teams om het zilver eindigden in 0-0. Pas in de derde wedstrijd volgde de beslissing; 2-0.
| Onderdeel      | Plaats | Team | Gewonnen    | Verloren              | Percentage |
| -------------- | ------ | --- | ----------- | --------------------- | ---------- |
| Mannen voetbal | 2e     | Christian Brothers College Charles Bartliff, Warren Brittingham, Oscar Brockmeyer, Alexander Cudmore, Charles januari, John januari, Thomas januari, Raymond Lawler, Joseph Lydon, Louis Menges, Peter Ratican | 1 (USA 2-0) | 1 (CAN 7-0)           | .500       |
| Mannen voetbal | 3e     | St. Rose Parish Joseph Brady, George Cooke, Thomas Cooke, Cormic Cosgrove, Dierkes, Martin Dooling, Frank Frost, Claude Jameson, Henry Jameson, Johnson, O'Connell, Harry Tate                                 | 0           | 2 (CAN 4-0) (USA 2-0) | .000       |

### Golf
| Onderdeel          | Plaats | Golfer               | Kwalificatie | Laatste 32                   | Laatste 16                 | Kwartfinale                | Halve finale            | Finale                  |
| ------------------ | ------ | -------------------- | ------------ | ---------------------------- | -------------------------- | -------------------------- | ----------------------- | ----------------------- |
| Mannen individueel | 2e     | Henry Egan           | 166 (6e)     | Versloeg Harold Fraser       | Versloeg Nathaniel Moore   | Versloeg Harry Allen       | Versloeg Burt McKinnie  | Verloor van George Lyon |
| Mannen individueel | 3e     | Burt McKinnie        | 170 (11e)    | Versloeg Harold Weber        | Versloeg Robert Hunter     | Versloeg Daniel Sawyer     | Verloor van Henry Egan  | Uitgeschakeld           |
| Mannen individueel | 3e     | Francis Newton       | 164 (3e)     | Versloeg Edward Cummins      | Versloeg Allen Lard        | Versloeg Mason Phelps      | Verloor van George Lyon | Uitgeschakeld           |
| Mannen individueel | 5-8    | Harry Allen          | 178 (22e)    | Versloeg Warren Wood         | Versloeg William Stickney  | Verloor van Henry Egan     | Uitgeschakeld           | Uitgeschakeld           |
| Mannen individueel | 5-8    | Albert Lambert       | 168 (8e)     | Versloeg Walter Egan         | Versloeg Ralph McKittrick  | Verloor van George Lyon    | Uitgeschakeld           | Uitgeschakeld           |
| Mannen individueel | 5-8    | Mason Phelps         | 166 (6e)     | Versloeg Frederick Semple    | Versloeg Arthur Havemeyer  | Verloor van Francis Newton | Uitgeschakeld           | Uitgeschakeld           |
| Mannen individueel | 5-8    | Daniel Sawyer        | 169 (9e)     | Versloeg Jesse Carlton       | Versloeg Simpson Foulis    | Verloor van Burt McKinnie  | Uitgeschakeld           | Uitgeschakeld           |
| Mannen individueel | 9-16   | Simpson Foulis       | 174 (16e)    | Versloeg Henry Potter        | Verloor van Daniel Sawyer  | Uitgeschakeld              | Uitgeschakeld           | Uitgeschakeld           |
| Mannen individueel | 9-16   | Arthur Havemeyer     | 178 (22e)    | Versloeg Simeon Price        | Verloor van Mason Phelps   | Uitgeschakeld              | Uitgeschakeld           | Uitgeschakeld           |
| Mannen individueel | 9-16   | Robert Hunter        | 171 (14e)    | Versloeg Raymond Havemeyer   | Verloor van Burt McKinnie  | Uitgeschakeld              | Uitgeschakeld           | Uitgeschakeld           |
| Mannen individueel | 9-16   | Allen Lard           | 183 (29e)    | Versloeg Abner Vickery       | Verloor van Francis Newton | Uitgeschakeld              | Uitgeschakeld           | Uitgeschakeld           |
| Mannen individueel | 9-16   | Ralph McKittrick     | 163 (1e)     | Versloeg Douglas Cadwalader  | Verloor van Albert Lambert | Uitgeschakeld              | Uitgeschakeld           | Uitgeschakeld           |
| Mannen individueel | 9-16   | Nathaniel Moore      | 177 (19e)    | Versloeg Orus Jones          | Verloor van Henry Egan     | Uitgeschakeld              | Uitgeschakeld           | Uitgeschakeld           |
| Mannen individueel | 9-16   | Stuart Stickney      | 163 (1e)     | Versloeg William Smith       | Verloor van George Lyon    | Uitgeschakeld              | Uitgeschakeld           | Uitgeschakeld           |
| Mannen individueel | 9-16   | William Stickney     | 165 (4e)     | Versloeg Clement Smoot       | Verloor van Harry Allen    | Uitgeschakeld              | Uitgeschakeld           | Uitgeschakeld           |
| Mannen individueel | 17-32  | Douglas Cadwalader   | 170 (11e)    | Verloor van Ralph McKittrick | Uitgeschakeld              | Uitgeschakeld              | Uitgeschakeld           | Uitgeschakeld           |
| Mannen individueel | 17-32  | John Cady            | 182 (27e)    | Verloor van George Lyon      | Uitgeschakeld              | Uitgeschakeld              | Uitgeschakeld           | Uitgeschakeld           |
| Mannen individueel | 17-32  | Jesse Carleton       | 174 (16e)    | Verloor van Daniel Sawyer    | Uitgeschakeld              | Uitgeschakeld              | Uitgeschakeld           | Uitgeschakeld           |
| Mannen individueel | 17-32  | Edward Cummins       | 179 (25e)    | Verloor van Francis Newton   | Uitgeschakeld              | Uitgeschakeld              | Uitgeschakeld           | Uitgeschakeld           |
| Mannen individueel | 17-32  | Walter Egan          | 165 (4e)     | Verloor van Albert Lambert   | Uitgeschakeld              | Uitgeschakeld              | Uitgeschakeld           | Uitgeschakeld           |
| Mannen individueel | 17-32  | Harold Fraser        | 183 (29e)    | Verloor van Henry Egan       | Uitgeschakeld              | Uitgeschakeld              | Uitgeschakeld           | Uitgeschakeld           |
| Mannen individueel | 17-32  | Raymond Havemeyer    | 183 (29e)    | Verloor van Robert Hunter    | Uitgeschakeld              | Uitgeschakeld              | Uitgeschakeld           | Uitgeschakeld           |
| Mannen individueel | 17-32  | Orus Jones           | 177 (19e)    | Verloor van Nathaniel Moore  | Uitgeschakeld              | Uitgeschakeld              | Uitgeschakeld           | Uitgeschakeld           |
| Mannen individueel | 17-32  | Henry Potter         | 173 (15e)    | Verloor van Simpson Foulis   | Uitgeschakeld              | Uitgeschakeld              | Uitgeschakeld           | Uitgeschakeld           |
| Mannen individueel | 17-32  | Simeon Price         | 177 (19e)    | Verloor van Arthur Havemeyer | Uitgeschakeld              | Uitgeschakeld              | Uitgeschakeld           | Uitgeschakeld           |
| Mannen individueel | 17-32  | Frederick Semple     | 180 (26e)    | Verloor van Mason Phelps     | Uitgeschakeld              | Uitgeschakeld              | Uitgeschakeld           | Uitgeschakeld           |
| Mannen individueel | 17-32  | William Smith        | 183 (29e)    | Verloor van Stuart Stickney  | Uitgeschakeld              | Uitgeschakeld              | Uitgeschakeld           | Uitgeschakeld           |
| Mannen individueel | 17-32  | Clement Smoot        | 178 (22e)    | Verloor van William Stickney | Uitgeschakeld              | Uitgeschakeld              | Uitgeschakeld           | Uitgeschakeld           |
| Mannen individueel | 17-32  | Abner Vickery        | 182 (27e)    | Verloor van Allen Lard       | Uitgeschakeld              | Uitgeschakeld              | Uitgeschakeld           | Uitgeschakeld           |
| Mannen individueel | 17-32  | Harold Weber         | 174 (16e)    | Verloor van Burt McKinnie    | Uitgeschakeld              | Uitgeschakeld              | Uitgeschakeld           | Uitgeschakeld           |
| Mannen individueel | 17-32  | Warren Wood          | 170 (11e)    | Verloor van Harry Allen      | Uitgeschakeld              | Uitgeschakeld              | Uitgeschakeld           | Uitgeschakeld           |
| Mannen individueel | 33e    | Bart Adams           | 184          | Uitgeschakeld                | Uitgeschakeld              | Uitgeschakeld              | Uitgeschakeld           | Uitgeschakeld           |
| Mannen individueel | 33e    | William Burton       | 184          | Uitgeschakeld                | Uitgeschakeld              | Uitgeschakeld              | Uitgeschakeld           | Uitgeschakeld           |
| Mannen individueel | 35e    | Louis Boyd           | 185          | Uitgeschakeld                | Uitgeschakeld              | Uitgeschakeld              | Uitgeschakeld           | Uitgeschakeld           |
| Mannen individueel | 35e    | Charles Scudder      | 185          | Uitgeschakeld                | Uitgeschakeld              | Uitgeschakeld              | Uitgeschakeld           | Uitgeschakeld           |
| Mannen individueel | 37e    | Edwin Hunter         | 187          | Uitgeschakeld                | Uitgeschakeld              | Uitgeschakeld              | Uitgeschakeld           | Uitgeschakeld           |
| Mannen individueel | 37e    | Harold Simkins       | 187          | Uitgeschakeld                | Uitgeschakeld              | Uitgeschakeld              | Uitgeschakeld           | Uitgeschakeld           |
| Mannen individueel | 39e    | John Rahm            | 188          | Uitgeschakeld                | Uitgeschakeld              | Uitgeschakeld              | Uitgeschakeld           | Uitgeschakeld           |
| Mannen individueel | 40e    | Arthur Hussey        | 191          | Uitgeschakeld                | Uitgeschakeld              | Uitgeschakeld              | Uitgeschakeld           | Uitgeschakeld           |
| Mannen individueel | 40e    | Herbert Sumney       | 191          | Uitgeschakeld                | Uitgeschakeld              | Uitgeschakeld              | Uitgeschakeld           | Uitgeschakeld           |
| Mannen individueel | 42e    | E. Campbell Brown    | 192          | Uitgeschakeld                | Uitgeschakeld              | Uitgeschakeld              | Uitgeschakeld           | Uitgeschakeld           |
| Mannen individueel | 42e    | Henry Case           | 192          | Uitgeschakeld                | Uitgeschakeld              | Uitgeschakeld              | Uitgeschakeld           | Uitgeschakeld           |
| Mannen individueel | 42e    | E. M. Davis          | 192          | Uitgeschakeld                | Uitgeschakeld              | Uitgeschakeld              | Uitgeschakeld           | Uitgeschakeld           |
| Mannen individueel | 45e    | R. H. Flack          | 195          | Uitgeschakeld                | Uitgeschakeld              | Uitgeschakeld              | Uitgeschakeld           | Uitgeschakeld           |
| Mannen individueel | 45e    | George Powell        | 195          | Uitgeschakeld                | Uitgeschakeld              | Uitgeschakeld              | Uitgeschakeld           | Uitgeschakeld           |
| Mannen individueel | 45e    | C. E. Williard       | 195          | Uitgeschakeld                | Uitgeschakeld              | Uitgeschakeld              | Uitgeschakeld           | Uitgeschakeld           |
| Mannen individueel | 48e    | Charles Potter       | 196          | Uitgeschakeld                | Uitgeschakeld              | Uitgeschakeld              | Uitgeschakeld           | Uitgeschakeld           |
| Mannen individueel | 48e    | George Thomas        | 196          | Uitgeschakeld                | Uitgeschakeld              | Uitgeschakeld              | Uitgeschakeld           | Uitgeschakeld           |
| Mannen individueel | 50e    | George Oliver        | 197          | Uitgeschakeld                | Uitgeschakeld              | Uitgeschakeld              | Uitgeschakeld           | Uitgeschakeld           |
| Mannen individueel | 51e    | W. A. Hersey         | 198          | Uitgeschakeld                | Uitgeschakeld              | Uitgeschakeld              | Uitgeschakeld           | Uitgeschakeld           |
| Mannen individueel | 52e    | J. S. Brandt         | 199          | Uitgeschakeld                | Uitgeschakeld              | Uitgeschakeld              | Uitgeschakeld           | Uitgeschakeld           |
| Mannen individueel | 52e    | E. C. Edmunds        | 199          | Uitgeschakeld                | Uitgeschakeld              | Uitgeschakeld              | Uitgeschakeld           | Uitgeschakeld           |
| Mannen individueel | 54e    | F. C. Newberry       | 201          | Uitgeschakeld                | Uitgeschakeld              | Uitgeschakeld              | Uitgeschakeld           | Uitgeschakeld           |
| Mannen individueel | 55e    | A. H. Annan          | 202          | Uitgeschakeld                | Uitgeschakeld              | Uitgeschakeld              | Uitgeschakeld           | Uitgeschakeld           |
| Mannen individueel | 55e    | L. J. Hazleton       | 202          | Uitgeschakeld                | Uitgeschakeld              | Uitgeschakeld              | Uitgeschakeld           | Uitgeschakeld           |
| Mannen individueel | 57e    | Murray Carleton      | 203          | Uitgeschakeld                | Uitgeschakeld              | Uitgeschakeld              | Uitgeschakeld           | Uitgeschakeld           |
| Mannen individueel | 58e    | Louis Allis          | 205          | Uitgeschakeld                | Uitgeschakeld              | Uitgeschakeld              | Uitgeschakeld           | Uitgeschakeld           |
| Mannen individueel | 59e    | John Watson          | 206          | Uitgeschakeld                | Uitgeschakeld              | Uitgeschakeld              | Uitgeschakeld           | Uitgeschakeld           |
| Mannen individueel | 60e    | Jarvis Hunt          | 207          | Uitgeschakeld                | Uitgeschakeld              | Uitgeschakeld              | Uitgeschakeld           | Uitgeschakeld           |
| Mannen individueel | 60e    | Alexander Mackintosh | 207          | Uitgeschakeld                | Uitgeschakeld              | Uitgeschakeld              | Uitgeschakeld           | Uitgeschakeld           |
| Mannen individueel | 62e    | Wallace Shaw         | 209          | Uitgeschakeld                | Uitgeschakeld              | Uitgeschakeld              | Uitgeschakeld           | Uitgeschakeld           |
| Mannen individueel | 62e    | William Withers      | 209          | Uitgeschakeld                | Uitgeschakeld              | Uitgeschakeld              | Uitgeschakeld           | Uitgeschakeld           |
| Mannen individueel | 64e    | J. J. Howard         | 210          | Uitgeschakeld                | Uitgeschakeld              | Uitgeschakeld              | Uitgeschakeld           | Uitgeschakeld           |
| Mannen individueel | 66e    | J. L. Stack          | 213          | Uitgeschakeld                | Uitgeschakeld              | Uitgeschakeld              | Uitgeschakeld           | Uitgeschakeld           |
| Mannen individueel | 66e    | Mead Yates           | 213          | Uitgeschakeld                | Uitgeschakeld              | Uitgeschakeld              | Uitgeschakeld           | Uitgeschakeld           |
| Mannen individueel | 68e    | William Groseclose   | 214          | Uitgeschakeld                | Uitgeschakeld              | Uitgeschakeld              | Uitgeschakeld           | Uitgeschakeld           |
| Mannen individueel | 68e    | Simon Harbaugh       | 214          | Uitgeschakeld                | Uitgeschakeld              | Uitgeschakeld              | Uitgeschakeld           | Uitgeschakeld           |
| Mannen individueel | 70e    | E. W. Lansing        | 219          | Uitgeschakeld                | Uitgeschakeld              | Uitgeschakeld              | Uitgeschakeld           | Uitgeschakeld           |
| Mannen individueel | 71e    | Edward Gould         | 222          | Uitgeschakeld                | Uitgeschakeld              | Uitgeschakeld              | Uitgeschakeld           | Uitgeschakeld           |
| Mannen individueel | 72e    | Clarence Angier      | 226          | Uitgeschakeld                | Uitgeschakeld              | Uitgeschakeld              | Uitgeschakeld           | Uitgeschakeld           |
| Mannen individueel | 74e    | E. Lee Jones         | 240          | Uitgeschakeld                | Uitgeschakeld              | Uitgeschakeld              | Uitgeschakeld           | Uitgeschakeld           |
| Mannen individueel | —      | Charles Cory         | DNF          | Uitgeschakeld                | Uitgeschakeld              | Uitgeschakeld              | Uitgeschakeld           | Uitgeschakeld           |

| Onderdeel   | Plaats | Team | Total |
| ----------- | ------ | --- | ----- |
| Mannen team | 1e     | Western Golf Association Henry Egan, Daniel Sawyer, Robert Hunter, Kenneth Edwards, Clement Smoot, Warren Wood, Mason Phelps, Walter Egan, Edward Cummins, Nathaniel Moore                     | 1749  |
| Mannen team | 2e     | Trans-Mississippi Golf Association Francis Newton, Henry Potter, Ralph McKittrick, Albert Lambert, Frederick Semple, Stuart Stickney, Burt McKinnie, William Stickney, John Maxwell, John Cady | 1770  |
| Mannen team | 3e     | Verenigde Staten Golf Association Douglas Cadwalader, Allen Lard, Jesse Carleton, Simeon Price, Harold Weber, John Rahm, Arthur Hussey, Orus Jones, Harold Fraser, George Oliver               | 1839  |

### Turnen

#### Turnverein
| Onderdeel            | Plaats | Turner                          | Score  |
| -------------------- | ------ | ------------------------------- | ------ |
| individuele meerkamp | 1e     | Julius Lenhart                  | 69,80  |
| individuele meerkamp | 6e     | Otto Steffen                    | 67,03  |
| individuele meerkamp | 8e     | John Bissinger                  | 66,57  |
| individuele meerkamp | 10e    | William Merz                    | 65,26  |
| individuele meerkamp | 11e    | Philip Kassell                  | 64,56  |
| individuele meerkamp | 12e    | Theodore Gross                  | 64,39  |
| individuele meerkamp | 14e    | Otto Boehnke                    | 64,10  |
| individuele meerkamp | 15e    | William Andelfinger             | 63,53  |
| individuele meerkamp | 16e    | George Stapf                    | 63,47  |
| individuele meerkamp | 17e    | Charles Umbs                    | 63,19  |
| individuele meerkamp | 18e    | Anton Heida                     | 62,72  |
| individuele meerkamp | 20e    | Andreas Kempf                   | 62,57  |
| individuele meerkamp | 21e    | George Mayer                    | 61,66  |
| individuele meerkamp | 22e    | Fred Schmind                    | 61,40  |
| individuele meerkamp | 23e    | Andrew Neu                      | 61,21  |
| individuele meerkamp | 24e    | John Duha                       | 61,02  |
| individuele meerkamp | 25e    | Reinhard Wagner                 | 60,73  |
| individuele meerkamp | 26e    | Lorenz Spann                    | 60,32  |
| individuele meerkamp | 27e    | Emil Rothe                      | 60,27  |
| individuele meerkamp | 28e    | Ragnar Berg                     | 60,24  |
| individuele meerkamp | 29e    | Robert Herrmann                 | 59,99  |
| individuele meerkamp | 30e    | Emil Beyer                      | 59,70  |
| individuele meerkamp | 31e    | Max Hess                        | 59,29  |
| individuele meerkamp | 32e    | Edward Siegler                  | 59,03  |
| individuele meerkamp | 33e    | Harry Hansen                    | 59,00  |
| individuele meerkamp | 34e    | Max Wolf                        | 57,85  |
| individuele meerkamp | 35e    | Frank Schicke                   | 57,47  |
| individuele meerkamp | 36e    | John Dellert                    | 57,41  |
| individuele meerkamp | 37e    | Charles Sorum                   | 57,40  |
| individuele meerkamp | 38e    | William Horschke                | 57,33  |
| individuele meerkamp | 39e    | Oliver Olsen                    | 57,27  |
| individuele meerkamp | 40e    | Rudolf Krupitzer                | 57,18  |
| individuele meerkamp | 41e    | Gustav Mueller                  | 57,12  |
| individuele meerkamp | 42e    | Emil Schwegler                  | 56,87  |
| individuele meerkamp | 43e    | Henry Koeder                    | 56,58  |
| individuele meerkamp | 44e    | Louis Kniep                     | 56,57  |
| individuele meerkamp | 45e    | William Traband                 | 56,26  |
| individuele meerkamp | 46e    | Leander Keim                    | 56,16  |
| individuele meerkamp | 47e    | Ernst Reckeweg                  | 56,15  |
| individuele meerkamp | 48e    | Charles Krause                  | 56,11  |
| individuele meerkamp | 49e    | Jacob Hertenbahn                | 55,77  |
| individuele meerkamp | 50e    | Edward Hennig                   | 55,63  |
| individuele meerkamp | 51e    | Philip Schuster                 | 55,44  |
| individuele meerkamp | 52e    | John Grieb                      | 55,21  |
| individuele meerkamp | 53e    | P. Gussmann                     | 54,92  |
| individuele meerkamp | 54e    | G. Hermerrling                  | 54,87  |
| individuele meerkamp | 55e    | William Tritschler              | 54,73  |
| individuele meerkamp | 56e    | Christian Deubler               | 54,63  |
| individuele meerkamp | 57e    | Julian Schmitz                  | 54,58  |
| individuele meerkamp | 58e    | Otto Neimand                    | 54,54  |
| individuele meerkamp | 59e    | Robert Maysack                  | 54,53  |
| individuele meerkamp | 60e    | Emil Voigt                      | 54,33  |
| individuele meerkamp | 61e    | Anthony Jahnke                  | 53,94  |
| individuele meerkamp | 62e    | Phillip Sontag                  | 53,83  |
| individuele meerkamp | 63e    | Oluf Landnes                    | 53,64  |
| individuele meerkamp | 64e    | George Aschenbrener             | 53,47  |
| individuele meerkamp | 65e    | John Wolf                       | 53,43  |
| individuele meerkamp | 66e    | Edward Tritschler               | 53,16  |
| individuele meerkamp | 67e    | Max Emmerich                    | 52,85  |
| individuele meerkamp | 68e    | Henry Prinzler                  | 52,81  |
| individuele meerkamp | 69e    | Frank Raad                      | 52,39  |
| individuele meerkamp | 70e    | Louis Hunger                    | 52,22  |
| individuele meerkamp | 71e    | George Eyser                    | 52,20  |
| individuele meerkamp | 72e    | William Berewald                | 51,87  |
| individuele meerkamp | 73e    | George Mastrovich               | 51,83  |
| individuele meerkamp | 73e    | Martin Ludwig                   | 51,83  |
| individuele meerkamp | 75e    | M. Bascher                      | 51,53  |
| individuele meerkamp | 76e    | Henry Kraft                     | 51,40  |
| individuele meerkamp | 77e    | Willard Schrader                | 51,22  |
| individuele meerkamp | 78e    | James Dwyer                     | 51,00  |
| individuele meerkamp | 79e    | George Schroeder                | 50,90  |
| individuele meerkamp | 80e    | Robert Reynolds                 | 50,74  |
| individuele meerkamp | 81e    | Harry Warnken                   | 50,53  |
| individuele meerkamp | 82e    | Bergin Nilsen                   | 50,45  |
| individuele meerkamp | 83e    | John Leichinger                 | 50,00  |
| individuele meerkamp | 84e    | Rudolf Schrader                 | 49,64  |
| individuele meerkamp | 85e    | Michael Lang                    | 49,44  |
| individuele meerkamp | 86e    | Charles Dellert                 | 49,35  |
| individuele meerkamp | 87e    | Alvin Kritschmann               | 48,97  |
| individuele meerkamp | 88e    | Richard Tritschler              | 48,80  |
| individuele meerkamp | 89e    | Arthur Rosenkampff              | 48,34  |
| individuele meerkamp | 90e    | Clarence Kiddington             | 48,30  |
| individuele meerkamp | 91e    | Hy. Meyland                     | 47,94  |
| individuele meerkamp | 92e    | Barry Chimberoff                | 47,93  |
| individuele meerkamp | 93e    | K. Woerner                      | 47,67  |
| individuele meerkamp | 94e    | K. Roedek                       | 47,63  |
| individuele meerkamp | 95e    | M. Barry                        | 47,43  |
| individuele meerkamp | 96e    | P. Ritter                       | 47,09  |
| individuele meerkamp | 97e    | Otto Feyder                     | 47,05  |
| individuele meerkamp | 98e    | Bernard Berg                    | 46,73  |
| individuele meerkamp | 99e    | Max Thomas                      | 45,85  |
| individuele meerkamp | 100e   | M. Fischer                      | 45,35  |
| individuele meerkamp | 101e   | Charles Schwartz                | 45,34  |
| individuele meerkamp | 102e   | Wilhelm Zabel                   | 45,13  |
| individuele meerkamp | 103e   | Louis Rathke                    | 44,93  |
| individuele meerkamp | 104e   | L. Guerner                      | 44,90  |
| individuele meerkamp | 105e   | William Herzog                  | 44,60  |
| individuele meerkamp | 106e   | augustus Placke                 | 44,41  |
| individuele meerkamp | 106e   | Otto Roissner                   | 44,41  |
| individuele meerkamp | 108e   | Paul Studen                     | 43,38  |
| individuele meerkamp | 109e   | Arthur Sundbye                  | 43,21  |
| individuele meerkamp | 110e   | Christian Sperl                 | 42,66  |
| individuele meerkamp | 111e   | William Kruppinger              | 42,50  |
| individuele meerkamp | 112e   | J. Wassow                       | 42,46  |
| individuele meerkamp | 113e   | Walter Real                     | 42,44  |
| individuele meerkamp | 114e   | John Messel                     | 41,97  |
| individuele meerkamp | 115e   | Otto Thomsen                    | 41,67  |
| individuele meerkamp | 116e   | Edward Pueschell                | 40,36  |
| individuele meerkamp | 117e   | Otto Knerr                      | 39,87  |
| individuele meerkamp | 118e   | William Friedrich               | 39,57  |
| individuele meerkamp | 119e   | Theodore Studler                | 13,14  |
| Mannen triatlon      | 2e     | Julius Lenhart                  | 43,00  |
| Mannen triatlon      | 6e     | Otto Steffen                    | 39,53  |
| Mannen triatlon      | 7e     | William Andelfinger             | 39,03  |
| Mannen triatlon      | 8e     | Andreas Kempf                   | 38,97  |
| Mannen triatlon      | 10e    | George Eyser                    | 38,70  |
| Mannen triatlon      | 12e    | Anton Heida                     | 37,72  |
| Mannen triatlon      | 14e    | John Bissinger                  | 37,57  |
| Mannen triatlon      | 15e    | Charles Umbs                    | 37,49  |
| Mannen triatlon      | 16e    | Theodore Gross                  | 37,19  |
| Mannen triatlon      | 18e    | Otto Boehnke                    | 36,50  |
| Mannen triatlon      | 19e    | Philip Kassell                  | 35,66  |
| Mannen triatlon      | 20e    | William Horschke                | 35,63  |
| Mannen triatlon      | 21e    | Emil Schwegler                  | 35,57  |
| Mannen triatlon      | 22e    | John Duha                       | 35,32  |
| Mannen triatlon      | 23e    | George Stapf                    | 35,27  |
| Mannen triatlon      | 24e    | William Merz                    | 35,26  |
| Mannen triatlon      | 25e    | Gustav Mueller                  | 35,12  |
| Mannen triatlon      | 26e    | Emil Rothe                      | 34,87  |
| Mannen triatlon      | 27e    | Harry Hansen                    | 34,20  |
| Mannen triatlon      | 28e    | G. Hermerrling                  | 33,97  |
| Mannen triatlon      | 29e    | Reinhard Wagner                 | 33,73  |
| Mannen triatlon      | 30e    | John Dellert                    | 33,71  |
| Mannen triatlon      | 31e    | Charles Sorum                   | 33,40  |
| Mannen triatlon      | 32e    | Julian Schmitz                  | 33,38  |
| Mannen triatlon      | 33e    | Max Wolf                        | 33,25  |
| Mannen triatlon      | 34e    | Emil Beyer                      | 33,20  |
| Mannen triatlon      | 35e    | Robert Herrmann                 | 32,99  |
| Mannen triatlon      | 36e    | Lorenz Spann                    | 32,92  |
| Mannen triatlon      | 37e    | Fred Schmind                    | 32,90  |
| Mannen triatlon      | 38e    | Ragnar Berg                     | 32,85  |
| Mannen triatlon      | 39e    | George Mayer                    | 32,66  |
| Mannen triatlon      | 40e    | Andrew Neu                      | 32,61  |
| Mannen triatlon      | 41e    | William Traband                 | 31,96  |
| Mannen triatlon      | 42e    | Emil Voigt                      | 31,93  |
| Mannen triatlon      | 43e    | P. Gussmann                     | 31,82  |
| Mannen triatlon      | 44e    | Rudolf Krupitzer                | 31,68  |
| Mannen triatlon      | 45e    | Charles Krause                  | 31,61  |
| Mannen triatlon      | 46e    | Martin Ludwig                   | 31,43  |
| Mannen triatlon      | 47e    | Christian Deubler               | 31,13  |
| Mannen triatlon      | 48e    | Frank Raad                      | 30,89  |
| Mannen triatlon      | 49e    | Oliver Olsen                    | 30,87  |
| Mannen triatlon      | 50e    | Max Hess                        | 30,79  |
| Mannen triatlon      | 51e    | Jacob Hertenbahn                | 30,77  |
| Mannen triatlon      | 52e    | Louis Kniep                     | 30,67  |
| Mannen triatlon      | 53e    | Edward Siegler                  | 30,63  |
| Mannen triatlon      | 54e    | Philip Schuster                 | 30,34  |
| Mannen triatlon      | 55e    | Robert Maysack                  | 30,33  |
| Mannen triatlon      | 56e    | M. Bascher                      | 30,13  |
| Mannen triatlon      | 57e    | Alvin Kritschmann               | 30,07  |
| Mannen triatlon      | 58e    | Henry Koeder                    | 29,98  |
| Mannen triatlon      | 59e    | Edward Hennig                   | 29,93  |
| Mannen triatlon      | 60e    | Leander Keim                    | 29,76  |
| Mannen triatlon      | 61e    | William Tritschler              | 29,73  |
| Mannen triatlon      | 62e    | Edward Tritschler               | 29,66  |
| Mannen triatlon      | 63e    | Frank Schicke                   | 29,07  |
| Mannen triatlon      | 64e    | Charles Dellert                 | 29,05  |
| Mannen triatlon      | 65e    | Henry Kraft                     | 28,70  |
| Mannen triatlon      | 66e    | K. Roedek                       | 28,63  |
| Mannen triatlon      | 67e    | Ernst Reckeweg                  | 28,35  |
| Mannen triatlon      | 68e    | Rudolf Schrader                 | 28,34  |
| Mannen triatlon      | 69e    | George Aschenbrener             | 27,97  |
| Mannen triatlon      | 69e    | K. Woerner                      | 27,97  |
| Mannen triatlon      | 71e    | George Mastrovich               | 27,73  |
| Mannen triatlon      | 71e    | John Wolf                       | 27,73  |
| Mannen triatlon      | 73e    | Phillip Sontag                  | 27,63  |
| Mannen triatlon      | 74e    | Anthony Jahnke                  | 27,54  |
| Mannen triatlon      | 75e    | M. Barry                        | 27,33  |
| Mannen triatlon      | 76e    | Arthur Rosenkampff              | 27,24  |
| Mannen triatlon      | 77e    | James Dwyer                     | 26,70  |
| Mannen triatlon      | 78e    | Michael Lang                    | 26,44  |
| Mannen triatlon      | 78e    | Oluf Landnes                    | 26,44  |
| Mannen triatlon      | 80e    | Henry Prinzler                  | 26,41  |
| Mannen triatlon      | 81e    | Richard Tritschler              | 26,40  |
| Mannen triatlon      | 82e    | Louis Hunger                    | 26,32  |
| Mannen triatlon      | 83e    | Charles Schwartz                | 26,24  |
| Mannen triatlon      | 84e    | Otto Neimand                    | 26,14  |
| Mannen triatlon      | 85e    | Bergin Nilsen                   | 26,05  |
| Mannen triatlon      | 86e    | Hy. Meyland                     | 25,54  |
| Mannen triatlon      | 87e    | George Schroeder                | 25,50  |
| Mannen triatlon      | 88e    | Harry Warnken                   | 25,43  |
| Mannen triatlon      | 89e    | William Berewald                | 25,27  |
| Mannen triatlon      | 90e    | John Grieb                      | 25,21  |
| Mannen triatlon      | 91e    | Willard Schrader                | 24,72  |
| Mannen triatlon      | 92e    | Barry Chimberoff                | 24,53  |
| Mannen triatlon      | 93e    | P. Ritter                       | 24,29  |
| Mannen triatlon      | 94e    | M. Fischer                      | 24,15  |
| Mannen triatlon      | 95e    | Wilhelm Zabel                   | 23,63  |
| Mannen triatlon      | 96e    | William Herzog                  | 23,50  |
| Mannen triatlon      | 97e    | Bernard Berg                    | 23,33  |
| Mannen triatlon      | 98e    | augustus Placke                 | 23,11  |
| Mannen triatlon      | 99e    | Arthur Sundbye                  | 23,01  |
| Mannen triatlon      | 100e   | Max Emmerich                    | 22,85  |
| Mannen triatlon      | 101e   | Paul Studen                     | 22,48  |
| Mannen triatlon      | 102e   | Robert Reynolds                 | 22,44  |
| Mannen triatlon      | 103e   | John Leichinger                 | 22,30  |
| Mannen triatlon      | 104e   | Walter Real                     | 22,24  |
| Mannen triatlon      | 105e   | Otto Roissner                   | 21,90  |
| Mannen triatlon      | 106e   | William Friedrich               | 21,87  |
| Mannen triatlon      | 107e   | Otto Feyder                     | 21,85  |
| Mannen triatlon      | 108e   | Clarence Kiddington             | 21,80  |
| Mannen triatlon      | 109e   | John Messel                     | 21,77  |
| Mannen triatlon      | 110e   | L. Guerner                      | 21,70  |
| Mannen triatlon      | 111e   | Christian Sperl                 | 21,36  |
| Mannen triatlon      | 112e   | William Kruppinger              | 21,20  |
| Mannen triatlon      | 113e   | Edward Pueschell                | 21,06  |
| Mannen triatlon      | 114e   | Louis Rathke                    | 19,83  |
| Mannen triatlon      | 115e   | Otto Knerr                      | 19,47  |
| Mannen triatlon      | 116e   | Max Thomas                      | 19,45  |
| Mannen triatlon      | 117e   | Otto Thomsen                    | 18,07  |
| Mannen triatlon      | 118e   | J. Wassow                       | 16,96  |
| Mannen triatlon      | 119e   | Theodore Studler                | 13,14  |
| Mannen team          | 1e     | Philadelphia Turngemeinde       | 370,13 |
| Mannen team          | 2e     | New York Turnverein             | 356,37 |
| Mannen team          | 3e     | Central Turnverein              | 352,79 |
| Mannen team          | 4e     | Concordia Turnverein            | 344,01 |
| Mannen team          | 5e     | South St. Louis Turnverein      | 338,32 |
| Mannen team          | 6e     | Norwegier Turnverein            | 338,00 |
| Mannen team          | 7e     | Turnverein Vorwärts (Chicago)   | 329,68 |
| Mannen team          | 8e     | Davenport Turngemeinde          | 325,52 |
| Mannen team          | 9e     | La Salle Turnverein             | 318,13 |
| Mannen team          | 10e    | Passaic Turnverein              | 301,39 |
| Mannen team          | 11e    | Milwaukee Turnverein            | 286,97 |
| Mannen team          | 12e    | Socialer Turnverein             | 273,65 |
| Mannen team          | 13e    | Turnverein Vorwärts (Cleveland) | 271,84 |

| Onderdeel                  | Plaats | Turner         | Score    |
| -------------------------- | ------ | -------------- | -------- |
| Mannen meerkamp toestellen | 1e     | Anton Heida    | 161      |
| Mannen meerkamp toestellen | 2e     | George Eyser   | 152      |
| Mannen meerkamp toestellen | 3e     | William Merz   | 135      |
| Mannen meerkamp toestellen | 4e     | John Duha      | Onbekend |
| Mannen meerkamp toestellen | 5e     | Edward Hennig  | Onbekend |
| Mannen brug                | 1e     | George Eyser   | 44       |
| Mannen brug                | 2e     | Anton Heida    | 43       |
| Mannen brug                | 3e     | John Duha      | 40       |
| Mannen brug                | 4-5    | Edward Hennig  | Onbekend |
| Mannen brug                | 4-5    | William Merz   | Onbekend |
| Mannen rekstok             | 1e     | Anton Heida    | 40       |
| Mannen rekstok             | 1e     | Edward Hennig  | 40       |
| Mannen rekstok             | 3e     | George Eyser   | 39       |
| Mannen rekstok             | 4-5    | John Duha      | Onbekend |
| Mannen rekstok             | 4-5    | William Merz   | Onbekend |
| Mannen paardensprong       | 1e     | George Eyser   | 36       |
| Mannen paardensprong       | 1e     | Anton Heida    | 36       |
| Mannen paardensprong       | 3e     | William Merz   | 31       |
| Mannen paardensprong       | 4-5    | John Duha      | Onbekend |
| Mannen paardensprong       | 4-5    | Edward Hennig  | Onbekend |
| Mannen paard voltige       | 1e     | Anton Heida    | 42       |
| Mannen paard voltige       | 2e     | George Eyser   | 33       |
| Mannen paard voltige       | 3e     | William Merz   | 29       |
| Mannen paard voltige       | 4-5    | John Duha      | Onbekend |
| Mannen paard voltige       | 4-5    | Edward Hennig  | Onbekend |
| Mannen ringen              | 1e     | Herman Glass   | 45       |
| Mannen ringen              | 2e     | William Merz   | 35       |
| Mannen ringen              | 3e     | Emil Voigt     | 32       |
| Mannen touwklimmen         | 1e     | George Eyser   | 7.0      |
| Mannen touwklimmen         | 2e     | Charles Krause | 7.2      |
| Mannen touwklimmen         | 3e     | Emil Voigt     | 9.8      |
| Mannen knotszwaaien        | 1e     | Edward Hennig  | 13       |
| Mannen knotszwaaien        | 2e     | Emil Voigt     | 9        |
| Mannen knotszwaaien        | 3e     | Ralph Wilson   | 5        |

### Lacrosse
| Onderdeel       | Plaats | Team                                   | Halve finale            | Finale                             |
| --------------- | ------ | -------------------------------------- | ----------------------- | ---------------------------------- |
| Mannen lacrosse | 2e     | St. Louis Amateur Athletic Association | Versloeg Mohawk Indians | Verloor van Shamrock Lacrosse Team |

### Roque
| Onderdeel          | Plaats | Speler            | Score    |
| ------------------ | ------ | ----------------- | -------- |
| Mannen individueel | 1e     | Charles Jacobus   | Onbekend |
| Mannen individueel | 2e     | Smith O. Streeter | Onbekend |
| Mannen individueel | 3e     | Charles Brown     | Onbekend |

### Roeien
| Onderdeel            | Plaats | Crew | Finale   |
| -------------------- | ------ | --- | -------- |
| Mannen skiff         | 1e     | Frank Greer | 10:08.5  |
| Mannen skiff         | 2e     | James Juvenal | Onbekend |
| Mannen skiff         | 3e     | Constance Titus | Onbekend |
| Mannen skiff         | 4e     | David Duffield | Onbekend |
| Dubbel-twee          | 1e     | John Mulcahy en William Varley | 10:03.2  |
| Dubbel-twee          | 2e     | Jamie McLoughlin en John Hoben | Onbekend |
| Dubbel-twee          | 3e     | Joseph Ravanack en John Wells | Onbekend |
| Twee-zonder-stuurman | 1e     | Robert Farnam en Joseph Ryan | 10:57.0  |
| Twee-zonder-stuurman | 2e     | John Mulcahy en William Varley | Onbekend |
| Twee-zonder-stuurman | 3e     | John Joachim en Joseph Buerger | Onbekend |
| Vier-zonder-stuurman | 1e     | Arthur Stockhoff, augustus Erker, George Dietz, en Albert Nasse                                                                          | 9:05.8   |
| Vier-zonder-stuurman | 2e     | Frederck Suerig, Martin Fromanack, Charles Aman, en Michael Begley                                                                       | Onbekend |
| Vier-zonder-stuurman | 3e     | Gustav Voerg, John Freitag, Louis Helm, en Frank Dummerth                                                                                | Onbekend |
| Acht-met-stuurman    | 1e     | Frederick Cresser, Michael Gleason, Frank Schell, James Flanagan, Charles Armstrong, Harry Lott, Joseph Dempsey, John Exley, Louis Abell | 7:50.0   |

### Zwemmen
| Onderdeel                  | Plaats | Zwemmer          | Heats                     | Finale                        |
| -------------------------- | ------ | ---------------- | ------------------------- | ----------------------------- |
| 50 yard vrije slag         | 2e     | Scott Leary      | 28.2 seconden 1e, heat 2  | 28,2 seconden 28,6 (race-off) |
| 50 yard vrije slag         | 3e     | Charles Daniels  | Onbekend 2e, heat 2       | Onbekend                      |
| 50 yard vrije slag         | 4e     | David Gaul       | Onbekend 3e, heat 2       | Onbekend                      |
| 50 yard vrije slag         | 5e     | Budd Goodwin     | Onbekend 2e, heat 1       | Onbekend                      |
| 50 yard vrije slag         | 6e     | Raymond Thorne   | Onbekend 3e, heat 1       | Onbekend                      |
| 50 yard vrije slag         | 7-9    | David Hammond    | Onbekend 4-5, heat 1 or 2 | Uitgeschakeld                 |
| 50 yard vrije slag         | 7-9    | William Orthwein | Onbekend 4-5, heat 1 or 2 | Uitgeschakeld                 |
| 50 yard vrije slag         | 7-9    | Edwin Swatek     | Onbekend 4-5, heat 1 or 2 | Uitgeschakeld                 |
| Mannen 100 yard vrije slag | 2e     | Charles Daniels  | 1:07.4 1e, heat 2         | Onbekend                      |
| Mannen 100 yard vrije slag | 3e     | Scott Leary      | Onbekend 2e, heat 1       | Onbekend                      |
| Mannen 100 yard vrije slag | 4e     | David Gaul       | Onbekend 2e, heat 2       | Onbekend                      |
| Mannen 100 yard vrije slag | 5e     | David Hammond    | Onbekend 3e, heat 1       | Onbekend                      |
| Mannen 100 yard vrije slag | 6e     | Budd Goodwin     | Onbekend 3e, heat 2       | Onbekend                      |
| Mannen 100 yard vrije slag | 7-9    | William Orthwein | Onbekend 4-5, heat 1 or 2 | Uitgeschakeld                 |
| Mannen 100 yard vrije slag | 7-9    | Edwin Swatek     | Onbekend 4-5, heat 1 or 2 | Uitgeschakeld                 |
| Mannen 100 yard vrije slag | 7-9    | Raymond Thorne   | Onbekend 4-5, heat 1 or 2 | Uitgeschakeld                 |

| Onderdeel                  | Plaats | Zwemmer          | Finale         |
| -------------------------- | ------ | ---------------- | -------------- |
| Mannen 220 yard vrije slag | 1e     | Charles Daniels  | 2:44.2         |
| Mannen 220 yard vrije slag | 2e     | Francis Gailey   | 2:46.0         |
| Mannen 220 yard vrije slag | 4e     | Edgar Adams      | Onbekend       |
| Mannen 440 yard vrije slag | 1e     | Charles Daniels  | 6:16.2         |
| Mannen 440 yard vrije slag | 2e     | Francis Gailey   | 6:22.0         |
| Mannen 440 yard vrije slag | 4e     | Budd Goodwin     | Onbekend       |
| Mannen 880 yard vrije slag | 2e     | Francis Gailey   | 13:23.4        |
| Mannen 880 yard vrije slag | 4e     | Edgar Adams      | Onbekend       |
| Mannen 880 yard vrije slag | 5e     | Henry Handy      | Onbekend       |
| Mannen 1 mijl vrije slag   | 3e     | Francis Gailey   | 28:54.0        |
| Mannen 1 mijl vrije slag   | —      | Edgar Adams      | Niet gefinisht |
| Mannen 1 mijl vrije slag   | —      | Louis Handley    | Niet gefinisht |
| Mannen 1 mijl vrije slag   | —      | John Meyers      | Niet gefinisht |
| Mannen 100 yard rugslag    | 4e     | William Orthwein | Onbekend       |
| Mannen 100 yard rugslag    | 5-6    | David Hammond    | Onbekend       |
| Mannen 100 yard rugslag    | 5-6    | Edwin Swatek     | Onbekend       |
| Mannen 440 yard schoolslag | 3e     | Henry Handy      | Onbekend       |

| Onderdeel                               | Plaats | Team                                                                | Finale   |
| --------------------------------------- | ------ | ------------------------------------------------------------------- | -------- |
| Mannen 4 x 50 yard vrije slag estafette | 1e     | Joseph Ruddy, Budd Goodwin, Louis Handley, en Charles Daniels       | Onbekend |
| Mannen 4 x 50 yard vrije slag estafette | 2e     | David Hammond, William Tuttle, Hugo Goetz, en Raymond Thorne        | Onbekend |
| Mannen 4 x 50 yard vrije slag estafette | 3e     | Amedee Rayburn, Gwynne Evans, Marquard Schwarz, en William Orthwein | Onbekend |
| Mannen 4 x 50 yard vrije slag estafette | 4e     | Edgar Adams, David Bratton, George van Cleaf, en David Hesser       | Onbekend |

### Tennis
De Verenigde Staten was een van de twee landen die deelnam aan het tennis. Duitsland stuurde één speler.
| Onderdeel        | Plaats | Speler              | Laatste 64               | Laatste 32                    | Laatste 16                    | Kwartfinale                | Halve finale             | Finale                   |
| ---------------- | ------ | ------------------- | ------------------------ | ----------------------------- | ----------------------------- | -------------------------- | ------------------------ | ------------------------ |
| Mannen enkelspel | 1e     | Beals Wright        | bye                      | Versloeg Montgomery (USA)     | Versloeg Hardy (GER)          | Versloeg Neely (USA)       | Versloeg Bell (USA)      | Versloeg LeRoy (USA)     |
| Mannen enkelspel | 2e     | Robert LeRoy        | bye                      | bye                           | Versloeg Sanderson (USA)      | Versloeg Cresson (USA)     | Versloeg Leonard (USA)   | Verloor van Wright (USA) |
| Mannen enkelspel | 3e     | Alphonzo Bell       | bye                      | Versloeg Vernon (USA)         | Versloeg Davis (USA)          | Versloeg Russ (USA)        | Verloor van Wright (USA) | Uitgeschakeld            |
| Mannen enkelspel | 3e     | Edgar Leonard       | bye                      | Versloeg Forney (USA)         | Versloeg McKittrick (USA)     | Versloeg Blatherwick (USA) | Verloor van LeRoy (USA)  | Uitgeschakeld            |
| Mannen enkelspel | 5e     | Wilfred Blatherwick | bye                      | Versloeg Semple (USA)         | Versloeg Cunningham (USA)     | Verloor van Leonard (USA)  | Uitgeschakeld            | Uitgeschakeld            |
| Mannen enkelspel | 5e     | Charles Cresson     | bye                      | Versloeg Wheaton (USA)        | bye                           | Verloor van LeRoy (USA)    | Uitgeschakeld            | Uitgeschakeld            |
| Mannen enkelspel | 5e     | John Neely          | bye                      | Versloeg MacDonald (USA)      | Versloeg Feltshans (USA)      | Verloor van Wright (USA)   | Uitgeschakeld            | Uitgeschakeld            |
| Mannen enkelspel | 5e     | Semp Russ           | bye                      | Versloeg Turner (USA)         | Versloeg Jones (USA)          | Verloor van Bell (USA)     | Uitgeschakeld            | Uitgeschakeld            |
| Mannen enkelspel | 9e     | J. Cunningham       | bye                      | bye                           | Verloor van Blatherwick (USA) | Uitgeschakeld              | Uitgeschakeld            | Uitgeschakeld            |
| Mannen enkelspel | 9e     | Dwight Filley Davis | bye                      | Versloeg Tritle (USA)         | Verloor van Bell (USA)        | Uitgeschakeld              | Uitgeschakeld            | Uitgeschakeld            |
| Mannen enkelspel | 9e     | F. R. Feltshans     | bye                      | Versloeg Charles (USA)        | Verloor van Neely (USA)       | Uitgeschakeld              | Uitgeschakeld            | Uitgeschakeld            |
| Mannen enkelspel | 9e     | Hugh Jones          | bye                      | Versloeg Drew (USA)           | Verloor van Russ (USA)        | Uitgeschakeld              | Uitgeschakeld            | Uitgeschakeld            |
| Mannen enkelspel | 9e     | Ralph McKittrick    | bye                      | Versloeg Easton (USA)         | Verloor van Leonard (USA)     | Uitgeschakeld              | Uitgeschakeld            | Uitgeschakeld            |
| Mannen enkelspel | 9e     | Fred Sanderson      | bye                      | bye                           | Verloor van LeRoy (USA)       | Uitgeschakeld              | Uitgeschakeld            | Uitgeschakeld            |
| Mannen enkelspel | 16e    | Joseph Charles      | bye                      | Verloor van Feltshans (USA)   | Uitgeschakeld                 | Uitgeschakeld              | Uitgeschakeld            | Uitgeschakeld            |
| Mannen enkelspel | 16e    | Andrew Drew         | bye                      | Verloor van Jones (USA)       | Uitgeschakeld                 | Uitgeschakeld              | Uitgeschakeld            | Uitgeschakeld            |
| Mannen enkelspel | 16e    | William Easton      | bye                      | Verloor van McKittrick (USA)  | Uitgeschakeld                 | Uitgeschakeld              | Uitgeschakeld            | Uitgeschakeld            |
| Mannen enkelspel | 16e    | Chris Forney        | bye                      | Verloor van Leonard (USA)     | Uitgeschakeld                 | Uitgeschakeld              | Uitgeschakeld            | Uitgeschakeld            |
| Mannen enkelspel | 16e    | Malcolm MacDonald   | bye                      | Verloor van Neely (USA)       | Uitgeschakeld                 | Uitgeschakeld              | Uitgeschakeld            | Uitgeschakeld            |
| Mannen enkelspel | 16e    | Forest Montgomery   | bye                      | Verloor van Wright (USA)      | Uitgeschakeld                 | Uitgeschakeld              | Uitgeschakeld            | Uitgeschakeld            |
| Mannen enkelspel | 16e    | Nathaniel Semple    | Versloeg Stadel (USA)    | Verloor van Blatherwick (USA) | Uitgeschakeld                 | Uitgeschakeld              | Uitgeschakeld            | Uitgeschakeld            |
| Mannen enkelspel | 16e    | James Tritle        | bye                      | Verloor van Davis (USA)       | Uitgeschakeld                 | Uitgeschakeld              | Uitgeschakeld            | Uitgeschakeld            |
| Mannen enkelspel | 16e    | Douglas Turner      | bye                      | Verloor van Russ (USA)        | Uitgeschakeld                 | Uitgeschakeld              | Uitgeschakeld            | Uitgeschakeld            |
| Mannen enkelspel | 16e    | Orien Vernon        | bye                      | Verloor van Bell (USA)        | Uitgeschakeld                 | Uitgeschakeld              | Uitgeschakeld            | Uitgeschakeld            |
| Mannen enkelspel | 16e    | Frank Wheaton       | bye                      | Verloor van Cresson (USA)     | Uitgeschakeld                 | Uitgeschakeld              | Uitgeschakeld            | Uitgeschakeld            |
| Mannen enkelspel | 27e    | George Stadel       | Verloor van Semple (USA) | Uitgeschakeld                 | Uitgeschakeld                 | Uitgeschakeld              | Uitgeschakeld            | Uitgeschakeld            |

| Onderdeel         | Plaats | Paar                                 | Laatste 16                           | Kwartfinale                            | Halve finale                       | Finale                             |
| ----------------- | ------ | ------------------------------------ | ------------------------------------ | -------------------------------------- | ---------------------------------- | ---------------------------------- |
| Mannen dubbelspel | 1e     | Beals Wright Edgar Leonard           | Versloeg Blatherwick & Vernon (USA)  | Versloeg Cresson & Russ (USA)          | Versloeg Gamble & A. Wear (USA)    | Versloeg LeRoy & Bell (USA)        |
| Mannen dubbelspel | 2e     | Robert LeRoy Alphonzo Bell           | Versloeg Gleason (USA) & Hardy (GER) | Versloeg McKittrick & Davis (USA)      | Versloeg J. Wear & West (USA)      | Verloor van Wright & Leonard (USA) |
| Mannen dubbelspel | 3e     | Clarence Gamble Arthur Wear          | Versloeg Smith & Charles (USA)       | Versloeg Wheaton & Hunter (USA)        | Verloor van Wright & Leonard (USA) | Uitgeschakeld                      |
| Mannen dubbelspel | 3e     | Joseph Wear Allen West               | Versloeg Drew & Turner (USA)         | Versloeg Jones & Kauffman (USA)        | Verloor van LeRoy & Bell (USA)     | Uitgeschakeld                      |
| Mannen dubbelspel | 5e     | Charles Cresson Semp Russ            | Versloeg Montgomery & Tritle (USA)   | Verloor van Wright & Leonard (USA)     | Uitgeschakeld                      | Uitgeschakeld                      |
| Mannen dubbelspel | 5e     | Dwight Filley Davis Ralph McKittrick | Versloeg N. Semple & MacDonald (USA) | Verloor van LeRoy & Bell (USA)         | Uitgeschakeld                      | Uitgeschakeld                      |
| Mannen dubbelspel | 5e     | Edwin Hunter Frank Wheaton           | bye                                  | Verloor van Gamble & A. Wear (USA)     | Uitgeschakeld                      | Uitgeschakeld                      |
| Mannen dubbelspel | 5e     | Hugh Jones Harold Kauffman           | Versloeg Stadel & F. Semple (USA)    | Verloor van J. Wear & Allen West (USA) | Uitgeschakeld                      | Uitgeschakeld                      |
| Mannen dubbelspel | 9e     | Wilfred Blatherwick Orien Vernon     | Verloor van Wright & Leonard (USA)   | Uitgeschakeld                          | Uitgeschakeld                      | Uitgeschakeld                      |
| Mannen dubbelspel | 9e     | Joseph Charles Nathan Smith          | Verloor van Gamble & A. Wear (USA)   | Uitgeschakeld                          | Uitgeschakeld                      | Uitgeschakeld                      |
| Mannen dubbelspel | 9e     | Andrew Drew Douglas Turner           | Verloor van J. Wear & West (USA)     | Uitgeschakeld                          | Uitgeschakeld                      | Uitgeschakeld                      |
| Mannen dubbelspel | 9e     | Paul Gleeson Hugo Hardy              | Verloor van LeRoy & Bell (USA)       | Uitgeschakeld                          | Uitgeschakeld                      | Uitgeschakeld                      |
| Mannen dubbelspel | 9e     | Malcolm MacDonald Nathaniel Semple   | Verloor van McKittrick & Davis (USA) | Uitgeschakeld                          | Uitgeschakeld                      | Uitgeschakeld                      |
| Mannen dubbelspel | 9e     | Forest Montgomery James Tritle       | Verloor van Cresson & Russ (USA)     | Uitgeschakeld                          | Uitgeschakeld                      | Uitgeschakeld                      |
| Mannen dubbelspel | 9e     | Frederick Semple George Stadel       | Verloor van Jones & Kauffman (USA)   | Uitgeschakeld                          | Uitgeschakeld                      | Uitgeschakeld                      |

### Touwtrekken
| Onderdeel          | Plaats | Team                             | Kwartfinale                 | Halve finale                       | Finale                         | Zilver medaille halve finale          | Zilver medaille wedstrijd                                   |
| ------------------ | ------ | -------------------------------- | --------------------------- | ---------------------------------- | ------------------------------ | ------------------------------------- | ----------------------------------------------------------- |
| Mannen touwtrekken | 1e     | Milwaukee AC                     | Versloeg Boers (RSA)        | Versloeg SW Turnverein No. 1 (USA) | Versloeg New York AC (USA)     | Not needed                            | Not needed                                                  |
| Mannen touwtrekken | 2e     | SW Turnverein of St. Louis No. 1 | Versloeg Pan-Hellenic (GRE) | Verloor van Milwaukee AC (USA)     | Uitgeschakeld                  | Versloeg SW Turnverein No. 2 (USA)    | Winst na terugtrekken van de tegenstander New York AC (USA) |
| Mannen touwtrekken | 3e     | SW Turnverein of St. Louis No. 2 | bye                         | Verloor van New York AC (USA)      | Uitgeschakeld                  | Verloor van SW Turnverein No. 1 (USA) | brons nadat de tegenstander zich terug trok                 |
| Mannen touwtrekken | 4e     | New York AC                      | bye                         | Versloeg SW Turnverein No. 2 (USA) | Verloor van Milwaukee AC (USA) | Niet nodig                            | Trok zich terug tegen SW Turnverein (USA)                   |

### Waterpolo
Het waterpolotoernooi van 1904 wordt tegenwoordig door het IOC als demonstratiesport beschouwd. De waterpolomedailles tellen daardoor niet mee in het aantal gewonnen medailles.
| Onderdeel        | Plaats | Team                         |
| ---------------- | ------ | ---------------------------- |
| Mannen waterpolo | 1e     | New York Athletic Club       |
| Mannen waterpolo | 2e     | Chicago Athletic Association |
| Mannen waterpolo | 3e     | Missouri Athletic Club       |

### Gewichtheffen
| Onderdeel         | Plaats | Lifter        | Lift  |
| ----------------- | ------ | ------------- | ----- |
| Mannen tweehandig | 2e     | Oscar Osthoff | 84,37 |
| Mannen tweehandig | 3e     | Frank Kungler | 79,61 |
| Mannen tweehandig | 4e     | Oscar Olson   | 67,81 |

| Onderdeel        | Plaats | Lifter            | Total score |
| ---------------- | ------ | ----------------- | ----------- |
| Mannen eenhandig | 1e     | Oscar Osthoff     | 48 punten   |
| Mannen eenhandig | 2e     | Frederick Winters | 45 punten   |
| Mannen eenhandig | 3e     | Frank Kungler     | 10 punten   |

### Worstelen
De Verenigde Staten was het enige deelnemende land.
| Onderdeel                             | Plaats | Worstelaar           | Halve finale                  | Finale                     |
| ------------------------------------- | ------ | -------------------- | ----------------------------- | -------------------------- |
| Mannen vrije stijl licht vlieggewicht | 1e     | Robert Curry         | Versloeg Gustav Thiefenthaler | Versloeg John Hein         |
| Mannen vrije stijl licht vlieggewicht | 2e     | John Hein            | Versloeg Claude Holgate       | Verloor van Robert Curry   |
| Mannen vrije stijl licht vlieggewicht | 3e     | Gustav Thiefenthaler | Verloor van Robert Curry      | Uitgeschakeld              |
| Mannen vrije stijl licht vlieggewicht | 4e     | Claude Holgate       | Verloor van John Hein         | Uitgeschakeld              |
| Mannen vrije stijl vlieggewicht       | 1e     | George Mehnert       | bye                           | Versloeg Gustav Bauer      |
| Mannen vrije stijl vlieggewicht       | 2e     | Gustav Bauer         | Versloeg William Nelson       | Verloor van George Mehnert |
| Mannen vrije stijl vlieggewicht       | 3e     | William Nelson       | Verloor van Gustav Bauer      | Uitgeschakeld              |

| Onderdeel                        | Plaats | Worstelaar         | Kwartfinale                   | Halve finale                         | Finale                               |
| -------------------------------- | ------ | ------------------ | ----------------------------- | ------------------------------------ | ------------------------------------ |
| Mannen vrije stijl bantamgewicht | 1e     | Isidor Niflot      | Versloeg Z. B. Strebler       | Versloeg J. M. Cardwell              | Versloeg augustus Wester             |
| Mannen vrije stijl bantamgewicht | 2e     | augustus Wester    | Versloeg Charles Stevens      | Versloeg Milton Whitehurst           | Verloor van Isidor Niflot            |
| Mannen vrije stijl bantamgewicht | 3e     | Z. B. Strebler     | Verloor van Isidor Niflot     | 3e plaats wedstrijd details onbekend | 3e plaats wedstrijd details onbekend |
| Mannen vrije stijl bantamgewicht | 4-6    | J. M. Cardwell     | bye                           | Verloor van Isidor Niflot            | 3e plaats wedstrijd details onbekend |
| Mannen vrije stijl bantamgewicht | 4-6    | Charles Stevens    | Verloor van augustus Wester   | 3e plaats wedstrijd details onbekend | 3e plaats wedstrijd details onbekend |
| Mannen vrije stijl bantamgewicht | 4-6    | Milton Whitehurst  | Versloeg Frederick Ferguson   | Verloor van augustus Wester          | 3e plaats wedstrijd details onbekend |
| Mannen vrije stijl bantamgewicht | 7e     | Frederick Ferguson | Verloor van Milton Whitehurst | Uitgeschakeld                        | Uitgeschakeld                        |

| Onderdeel                        | Plaats | Worstelaar          | Laatste 16                   | Kwartfinale                          | Halve finale                         | Finale                               |                                      |
| -------------------------------- | ------ | ------------------- | ---------------------------- | ------------------------------------ | ------------------------------------ | ------------------------------------ | ------------------------------------ |
| Mannen vrije stijl vedergewicht  | 1e     | Benjamin Bradshaw   | bye                          | Versloeg Frederick Ferguson          | Versloeg Charles Clapper             | Versloeg Theodore McLear             |                                      |
| Mannen vrije stijl vedergewicht  | 2e     | Theodore McLear     | bye                          | Versloeg Z. B. Strebler              | Versloeg Dietrich Wortmann           | Verloor van Benjamin Bradshaw        |                                      |
| Mannen vrije stijl vedergewicht  | 3e     | Charles Clapper     | bye                          | Versloeg J. C. Babcok                | Verloor van Benjamin Bradshaw        | 3e plaats wedstrijd details onbekend |                                      |
| Mannen vrije stijl vedergewicht  | 4e     | Frederick Ferguson  | bye                          | Verloor van Benjamin Bradshaw        | 3e plaats wedstrijd details onbekend | 3e plaats wedstrijd details onbekend |                                      |
| Mannen vrije stijl vedergewicht  | 5-6    | Z. B. Strebler      | bye                          | Verloor van Theodore McLear          | 3e plaats wedstrijd details onbekend | 3e plaats wedstrijd details onbekend |                                      |
| Mannen vrije stijl vedergewicht  | 5-6    | Dietrich Wortmann   | bye                          | Versloeg Max Miller                  | Verloor van Theodore McLear          | 3e plaats wedstrijd details onbekend |                                      |
| Mannen vrije stijl vedergewicht  | 7-8    | J. C. Babcock       | Versloeg Hugo Toeppen        | Verloor van Charles Clapper          | Uitgeschakeld                        | Uitgeschakeld                        |                                      |
| Mannen vrije stijl vedergewicht  | 7-8    | Max Miller          | bye                          | Verloor van Dietrich Wortmann        | Uitgeschakeld                        | Uitgeschakeld                        |                                      |
| Mannen vrije stijl vedergewicht  | 9e     | Hugo Toeppen        | Verloor van J. C. Babcock    | Uitgeschakeld                        | Uitgeschakeld                        | Uitgeschakeld                        |                                      |
| Mannen vrije stijl lichtgewicht  | 1e     | Otto Roehm          | Versloeg Frederick Koenig    | Versloeg Fred Hussman                | Versloeg Albert Zirkel               | Versloeg Rudolph Tesing              |                                      |
| Mannen vrije stijl lichtgewicht  | 2e     | Rudolph Tesing      | bye                          | Versloeg Rudolph Wolken              | Versloeg William Hennessy            | Verloor van Otto Roehm               |                                      |
| Mannen vrije stijl lichtgewicht  | 3e     | Albert Zirkel       | bye                          | Versloeg Charles Haberkorn           | Verloor van Otto Roehm               | 3e plaats wedstrijd details onbekend |                                      |
| Mannen vrije stijl lichtgewicht  | 4-7    | William Hennessy    | bye                          | Versloeg Charles Eng                 | Verloor van Rudolph Tesing           | 3e plaats wedstrijd details onbekend |                                      |
| Mannen vrije stijl lichtgewicht  | 4-7    | Fred Hussman        | Versloeg Jerry Winholtz      | Verloor van Otto Roehm               | 3e plaats wedstrijd details onbekend | 3e plaats wedstrijd details onbekend |                                      |
| Mannen vrije stijl lichtgewicht  | 4-7    | Frederick Koenig    | Verloor van Otto Roehm       | 3e plaats wedstrijd details onbekend | 3e plaats wedstrijd details onbekend | 3e plaats wedstrijd details onbekend |                                      |
| Mannen vrije stijl lichtgewicht  | 4-7    | Rudolph Wolken      | bye                          | Verloor van Rudolph Tesing           | 3e plaats wedstrijd details onbekend | 3e plaats wedstrijd details onbekend | 3e plaats wedstrijd details onbekend |
| Mannen vrije stijl lichtgewicht  | 8-9    | Charles Eng         | bye                          | Verloor van William Hennessy         | Uitgeschakeld                        | Uitgeschakeld                        |                                      |
| Mannen vrije stijl lichtgewicht  | 8-9    | Charles Haberkorn   | bye                          | Verloor van Albert Zirkel            | Uitgeschakeld                        | Uitgeschakeld                        |                                      |
| Mannen vrije stijl lichtgewicht  | 10e    | Jerry Winholtz      | Verloor van Fred Hussman     | Uitgeschakeld                        | Uitgeschakeld                        | Uitgeschakeld                        |                                      |
| Mannen vrije stijl weltergewicht | 1e     | Charles Ericksen    | bye                          | Versloeg Jerry Winholtz              | Versloeg William Hennessy            | Versloeg William Beckmann            |                                      |
| Mannen vrije stijl weltergewicht | 2e     | William Beckmann    | Versloeg Samuel Filler       | Versloeg William Schaefer            | Versloeg Otto Roehm                  | Verloor van Charles Ericksen         |                                      |
| Mannen vrije stijl weltergewicht | 3e     | Jerry Winholtz      | bye                          | Verloor van Charles Ericksen         | 3e plaats wedstrijd details onbekend | 3e plaats wedstrijd details onbekend |                                      |
| Mannen vrije stijl weltergewicht | 4-7    | Samuel Filler       | Verloor van William Beckmann | 3e plaats wedstrijd details onbekend | 3e plaats wedstrijd details onbekend | 3e plaats wedstrijd details onbekend |                                      |
| Mannen vrije stijl weltergewicht | 4-7    | William Hennessy    | bye                          | Versloeg A. Mellinger                | Verloor van Charles Ericksen         | 3e plaats wedstrijd details onbekend |                                      |
| Mannen vrije stijl weltergewicht | 4-7    | Otto Roehm          | bye                          | Versloeg Hugo Toeppen                | Verloor van William Beckmann         | 3e plaats wedstrijd details onbekend |                                      |
| Mannen vrije stijl weltergewicht | 4-7    | William Schaefer    | Versloeg A. J. Betchestobill | Verloor van William Beckmann         | 3e plaats wedstrijd details onbekend | 3e plaats wedstrijd details onbekend |                                      |
| Mannen vrije stijl weltergewicht | 8-9    | A. Mellinger        | bye                          | Verloor van William Hennessy         | Uitgeschakeld                        | Uitgeschakeld                        |                                      |
| Mannen vrije stijl weltergewicht | 8-9    | Hugo Toeppen        | bye                          | Verloor van Otto Roehm               | Uitgeschakeld                        | Uitgeschakeld                        |                                      |
| Mannen vrije stijl weltergewicht | 10e    | A. J. Betchestobill | Verloor van William Schaefer | Uitgeschakeld                        | Uitgeschakeld                        | Uitgeschakeld                        |                                      |

| Onderdeel                       | Plaats | Worstelaar       | Kwartfinale                 | Halve finale                         | Finale                               |
| ------------------------------- | ------ | ---------------- | --------------------------- | ------------------------------------ | ------------------------------------ |
| Mannen vrije stijl zwaargewicht | 1e     | Bernhuff Hansen  | Versloeg Fred Warmboldt     | Versloeg William Hennessy            | Versloeg Frank Kungler               |
| Mannen vrije stijl zwaargewicht | 2e     | Frank Kungler    | bye                         | Versloeg Joseph Dilg                 | Verloor van Bernhuff Hansen          |
| Mannen vrije stijl zwaargewicht | 3e     | Fred Warmboldt   | Verloor van Bernhuff Hansen | 3e plaats wedstrijd details onbekend | 3e plaats wedstrijd details onbekend |
| Mannen vrije stijl zwaargewicht | 4-5    | Joseph Dilg      | bye                         | Verloor van Frank Kungler            | 3e plaats wedstrijd details onbekend |
| Mannen vrije stijl zwaargewicht | 4-5    | William Hennessy | bye                         | Verloor van Bernhuff Hansen          | 3e plaats wedstrijd details onbekend |

Australië · Canada · Cuba · Duitsland · Frankrijk · Griekenland · Groot-Brittannië · Hongarije · Oostenrijk · Verenigde Staten · Zuid-Afrika · Zwitserland · Gemengde teams